# Cadillac Eldorado
Cadillac Eldorado – samochód osobowy klasy luksusowej produkowany pod amerykańską marką Cadillac w latach 1953–2002.

## Pierwsza generacja

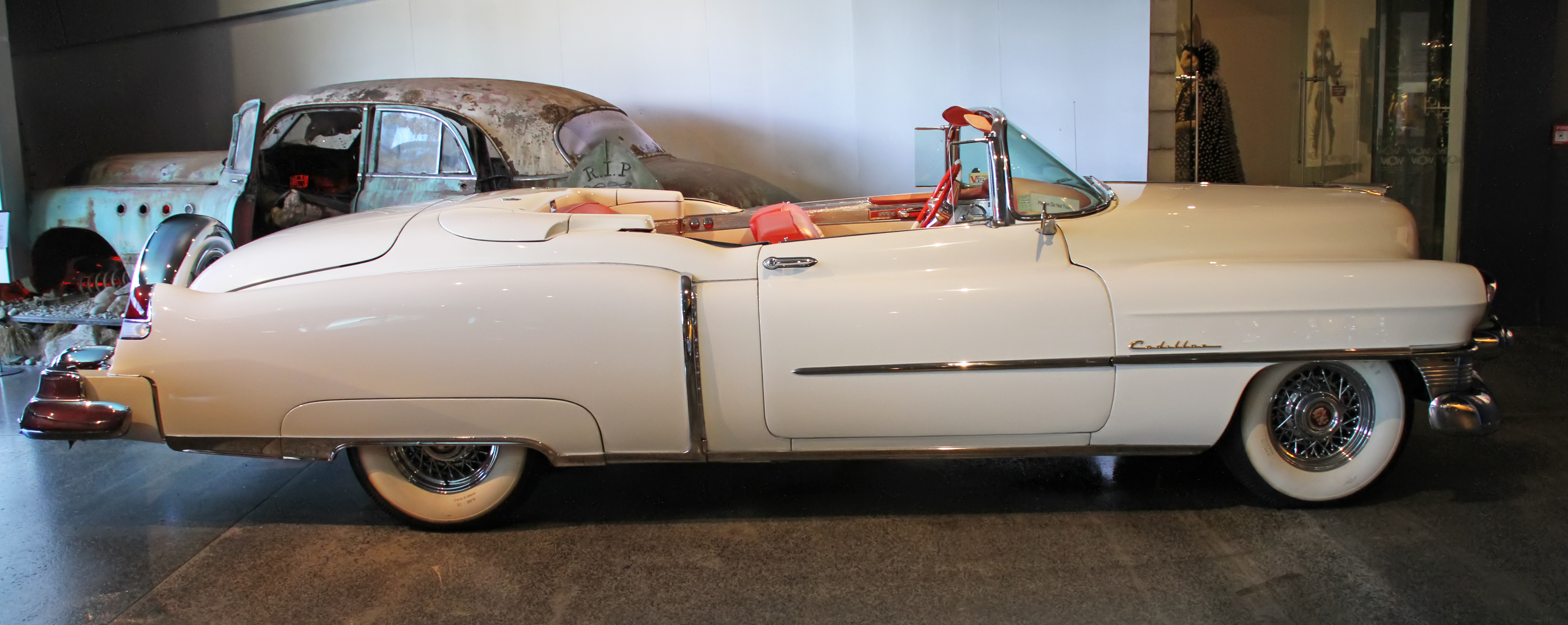
1953 Cadillac Eldorado - bok

Cadillac Eldorado został zaprezentowany po raz pierwszy w 1953 roku.
W trakcie 1953 roku modelowego Cadillac zdecydował się poszerzyć swoją ofertę modelową o luksusowy sztandarowy kabriolet o sportowym wizerunku, pod nazwą Eldorado. W pierwszych latach produkcji był on formalnie zaliczony do Serii 62 Cadillaca, nosząc dodatkową nazwę modelu, dopiero później stał się osobną serią. Samochód zbudowano na bazie platformy C-body, na której oparto także pokrewne, duże samochody opracowane wówczas w ramach koncernu General Motors. Oparty był na konstrukcji i stylistyce tegorocznego kabrioletu Serii 62, należącego do generacji samochodów Cadillaca wprowadzonej w 1950 roku. Tępo zakończona maska silnika wyraźnie wystawała do góry między błotnikami, a światła tylne były umieszczone na niewielkich zaokrąglonych płetwach. Oprócz lepszego wykończenia, od zwykłego kabrioletu odróżniała go panoramiczna szyba przednia zawinięta na boki i mniejsza o ok. 10 cm wysokość. Charakterystycznym elementem mogło być koło zapasowe w stylu Continental zamontowane za tylnym zderzakiem.
Eldorado otrzymał, jako jedyny model marki, kompletne bogate wyposażenie fabryczne, obejmujące między innymi wspomaganie kierownicy, elektrycznie podnoszone szyby i dach, elektrycznie regulowane siedzenia, szprychowe ozdobne koła z białymi ścianami opon oraz radio wyszukujące stacje. Napęd stanowił wspólny dla wszystkich modeli marki silnik benzynowy V8 OHV o pojemności 5,4 l (331 cali sześciennych) i mocy 210 KM (brutto), z czterogardzielowym gaźnikiem i stopniem sprężania 8,25:1, sprzężony standardowo w tym modelu z automatyczną skrzynią biegów Hydra-Matic. Samochód był sześciomiejscowy, mogąc pomieścić z przodu trzy osoby. Rozstaw osi wynosił 3,2 m (126 cali), jak w pozostałych modelach Serii 62.
Eldorado kosztował 7750 dolarów, będąc w tym roku najdroższym samochodem amerykańskim na rynku. Powstały ich tylko 532 sztuki. Głównym konkurentem spoza koncernu General Motors był również nowy luksusowy kabriolet Packard Caribbean (5210$), natomiast w tym roku także inne marki koncernu wypuściły luksusowe limitowane kabriolety: Buick Roadmaster Skylark (5000$) i Oldsmobile 98 Fiesta (5715$).

## Druga generacja

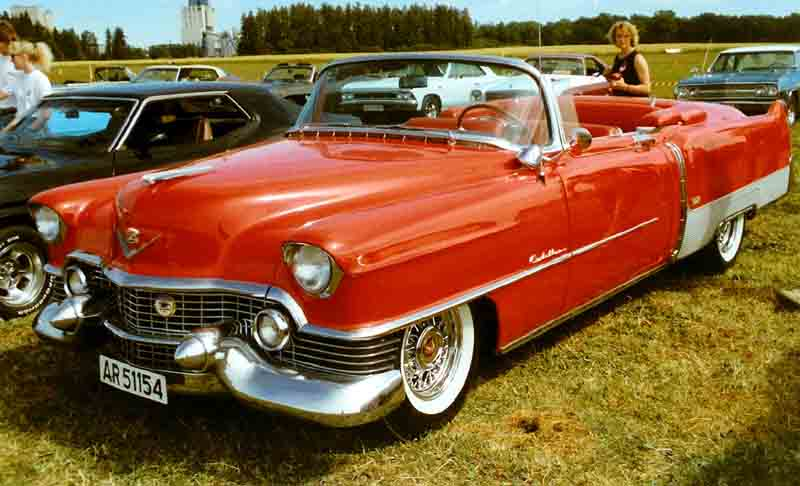
1954 Cadillac Eldorado

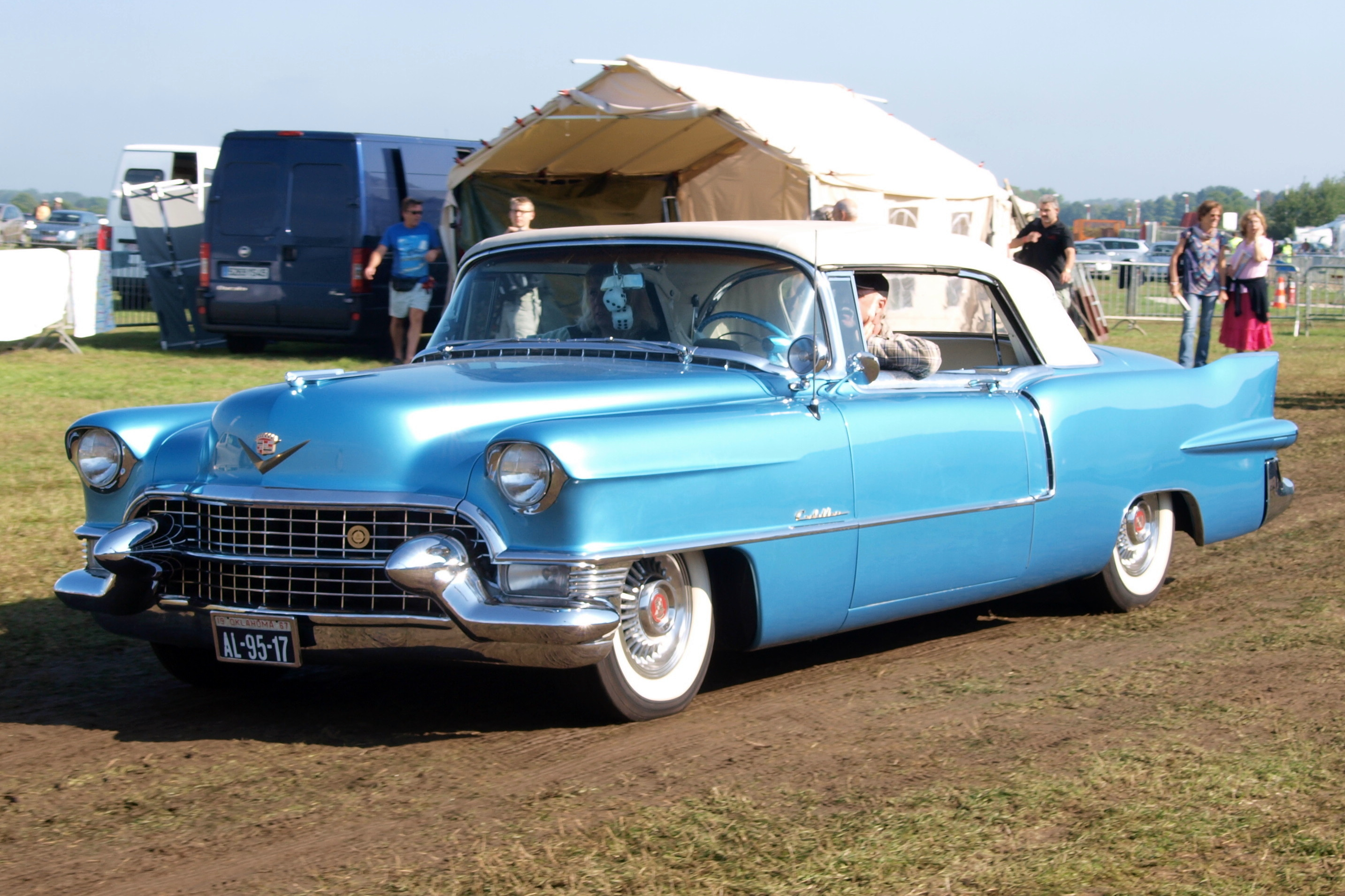
1955 Cadillac Eldorado

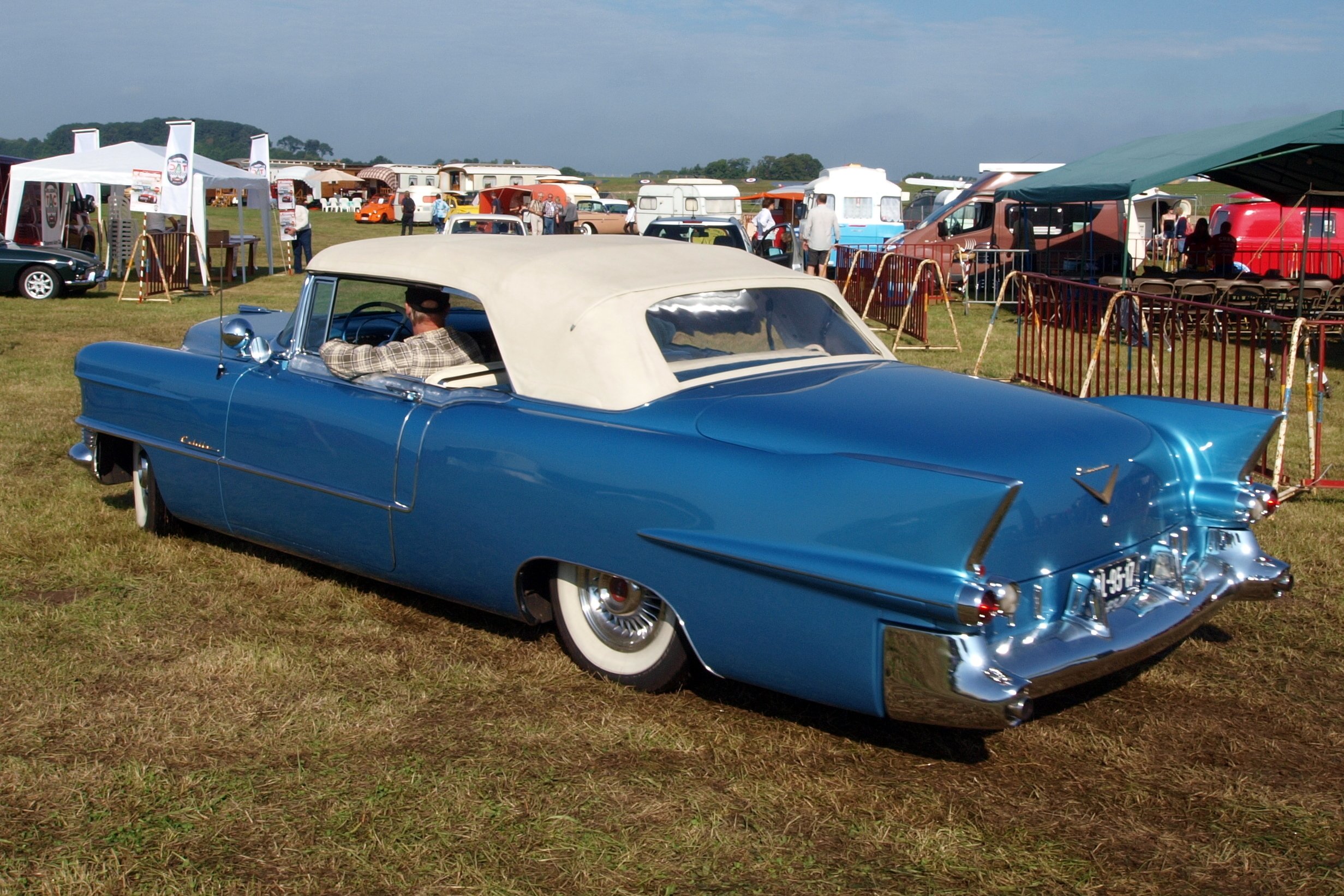
1955 Cadillac Eldorado - tył

### Model 1954
W styczniu 1954 roku zaprezentowano drugą generację Eldorado, opartą na nowej platformie C-body. Rozstaw osi serii 62, w tym Eldorado, zwiększył się do 3,28 m (129 cali). Stylistyka została nieco unowocześniona, zachowując elementy poprzedniej, jak wyraźnie wystającą maskę silnika, chromowaną atrapę chłodnicy z masywnym zderzakiem z kłami w formie pocisków (tzw. Dagmar), oraz chromowane pionowe listwy przed wyobleniami błotników tylnych. Nad wystającymi reflektorami na przedłużeniu błotników wprowadzono kaptury integralne z nadwoziem. Charakterystyczne dla modelu 1954 roku były okrągłe światła postojowe umieszczone w rogach atrapy chłodnicy. Eldorado miał takie same krótkie tępo zakończone płetwy z lampami tylnymi jak pozostałe modele Cadillaca z tego roku, a odróżniały go z zewnątrz ozdobne szerokie panele z wytłaczanego aluminium w dolnej części tylnych błotników.
Silnik pozostał taki sam 5,4 l (331 in³), lecz jego moc wzrosła do 230 KM przy 4400 obr./min, natomiast ulepszono skrzynię biegów Hydra-Matic, która miała teraz dwa zakresy, zapewniając lepsze przyspieszenie. W wyposażeniu pojawiło się wspomaganie hamulców. Cena nowego modelu zmalała aż o 1/4, do 5738 dolarów, chociaż nadal pozostawał jednym z droższych samochodów na rynku. Pozwoliło to sprzedać znacznie więcej, bo 2150 samochodów 1954 roku modelowego (2,27% sprzedaży marki).

### Model 1955
Samochody 1955 roku modelowego zadebiutowały już w listopadzie 1954 roku. Wprowadziły one niewielkie zmiany stylistyczne, widoczne głównie w przeniesieniu prostokątnych lamp parkingowych pod reflektory przednie. Jako jedyny z gamy Cadillaca, Eldorado dodatkowo otrzymał od tego roku bardziej wydłużone i spiczasto zakończone płetwy na tylnych błotnikach, a światła tylne umieszczono na końcu wydłużonych „rakiet” u podstawy płetw, co w połączeniu z rezygnacją z częściowych pokryw tylnych kół dało mu bardziej sportowy wygląd. Moc silnika podniesiono do 270 KM, dzięki zastosowaniu dwóch 4-gardzielowych gaźników. Po raz pierwszy za dopłatą dostępna była klimatyzacja, wcześniej nie stosowana w kabrioletach tej marki, oprócz tego pozostałe wyposażenie było w standardzie. Cena wzrosła do 6286 dolarów, a wyprodukowano ich 3950. Głównym konkurentem na rynku amerykańskim była nowa generacja Packarda Caribbean (5932$).

### Model 1956

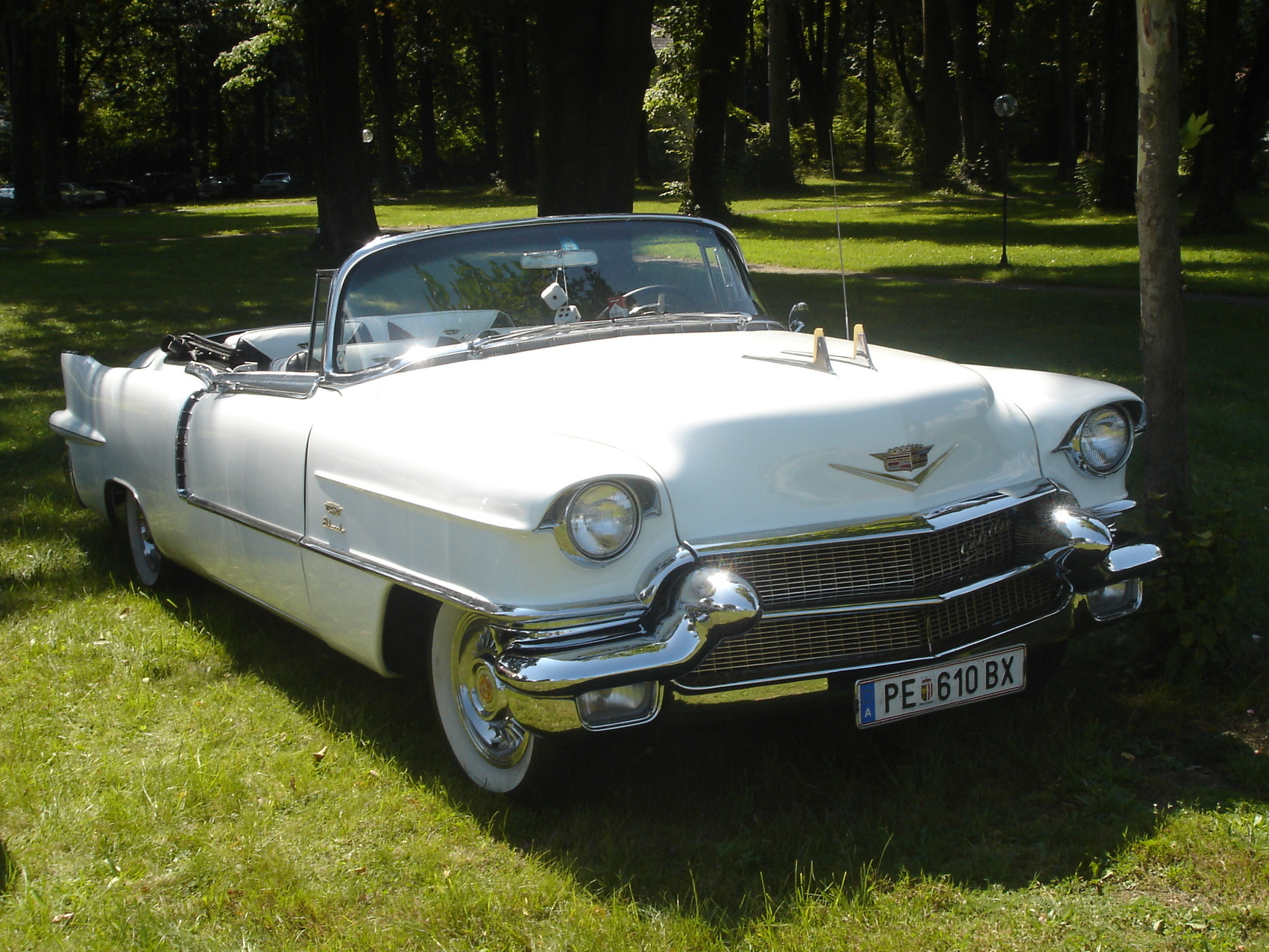
1956 Cadillac Eldorado Biarritz

Model 1956 roku zadebiutował jeszcze wcześniej, bo w październiku 1955 roku. Oprócz kabrioletu, nazwanego Eldorado Biarritz, po raz pierwszy pojawił się w ofercie dwudrzwiowy hardtop Eldorado Seville. Z przodu główną różnicą nowych Cadillaków był drobny wzór kraty atrapy chłodnicy, z jedną poziomą chromowaną poprzeczką. Model Eldorado zachował wyróżniające go płetwy tylne i otrzymał chromowaną ozdobę w postaci dwóch małych płetw na masce. Wprowadzono nowy silnik V8 o pojemności 6 l (365 in³) i mocy 305 KM, z podwójnym 4-gardzielowym gaźnikiem.
Ceny obu wersji wynosiły 6556 dolarów, a wyprodukowano ich 6050 (2150 kabrioletów i 3900 nowych hardtopów). Na rynku amerykańskim, oprócz produkowanego ostatni rok Packarda Caribbean i sportowych samochodów importowanych, konkurował z nim nowy superluksusowy hardtop Continental Mark II (9695 dolarów).

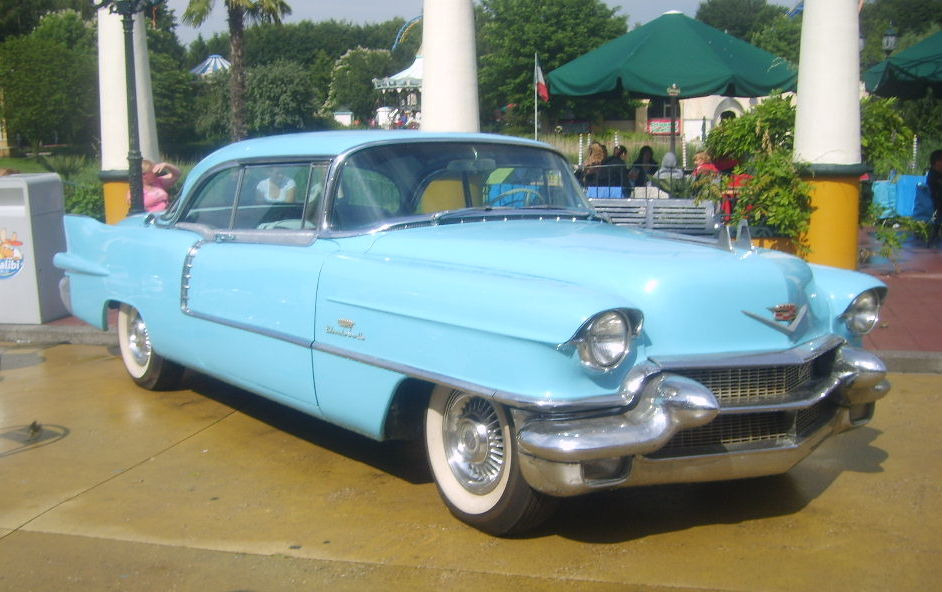
1956 Cadillac Eldorado Seville
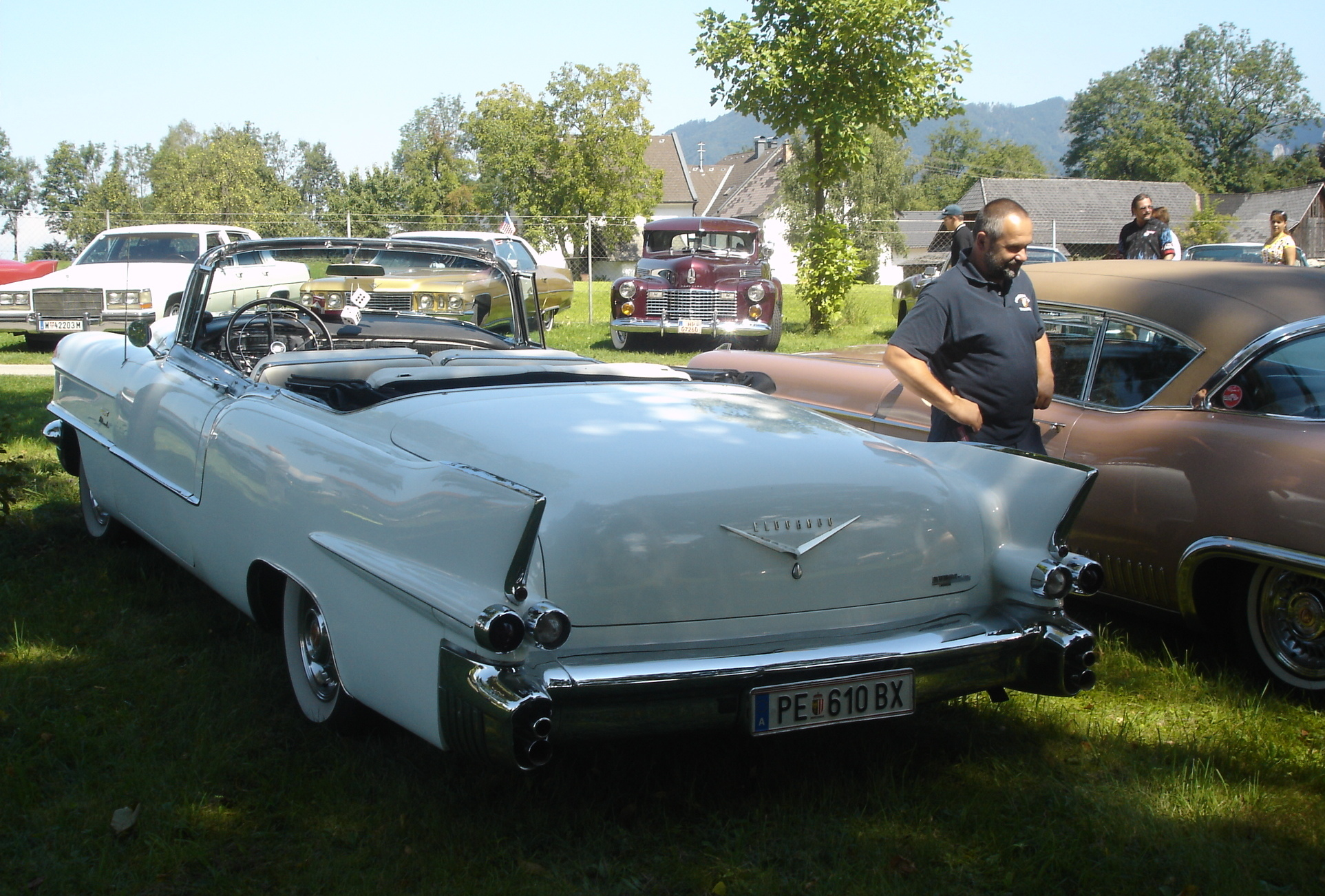
1956 Cadillac Eldorado Biarritz od tyłu
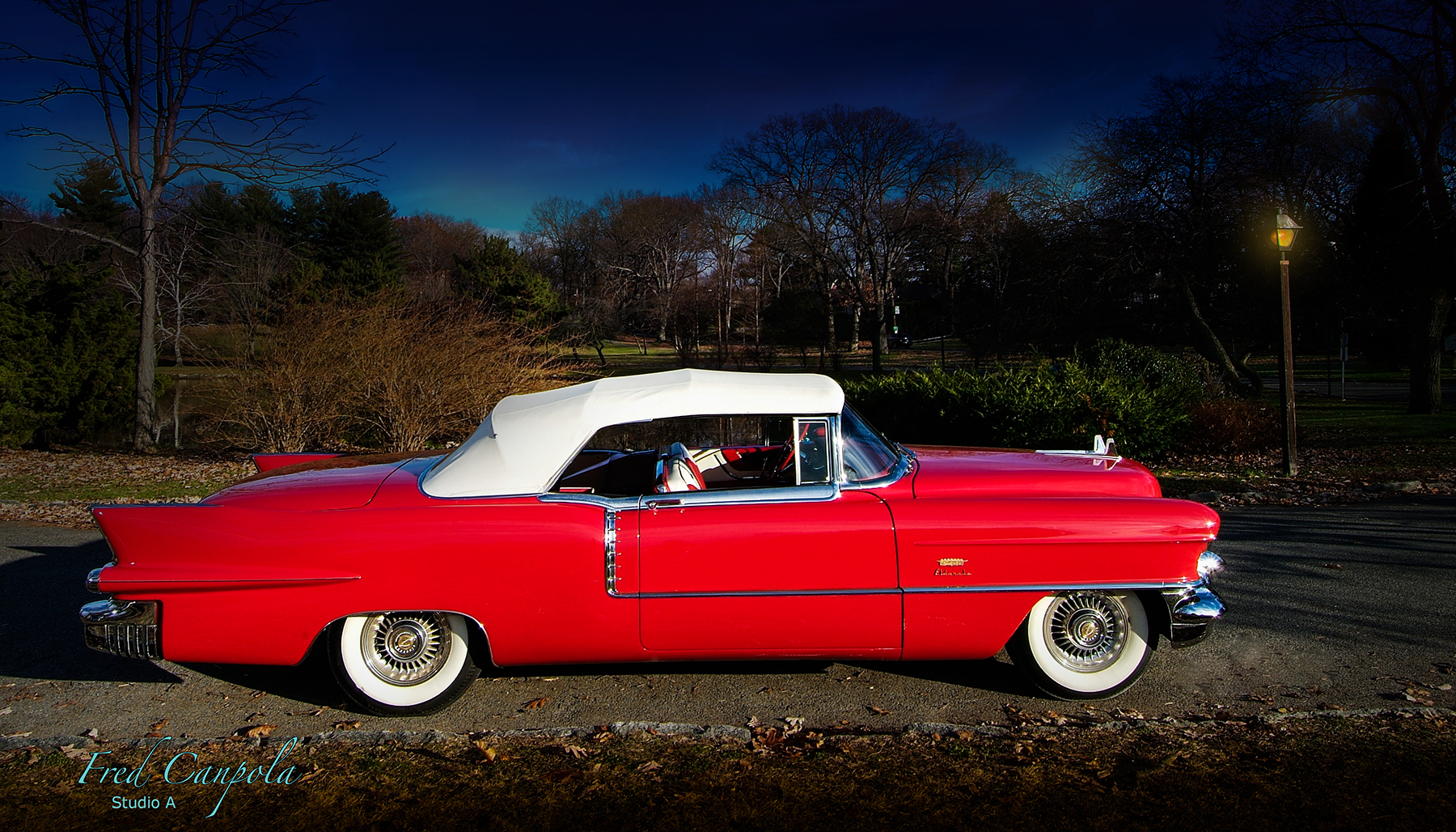
1956 Cadillac Eldorado Biarritz z boku

## Trzecia generacja

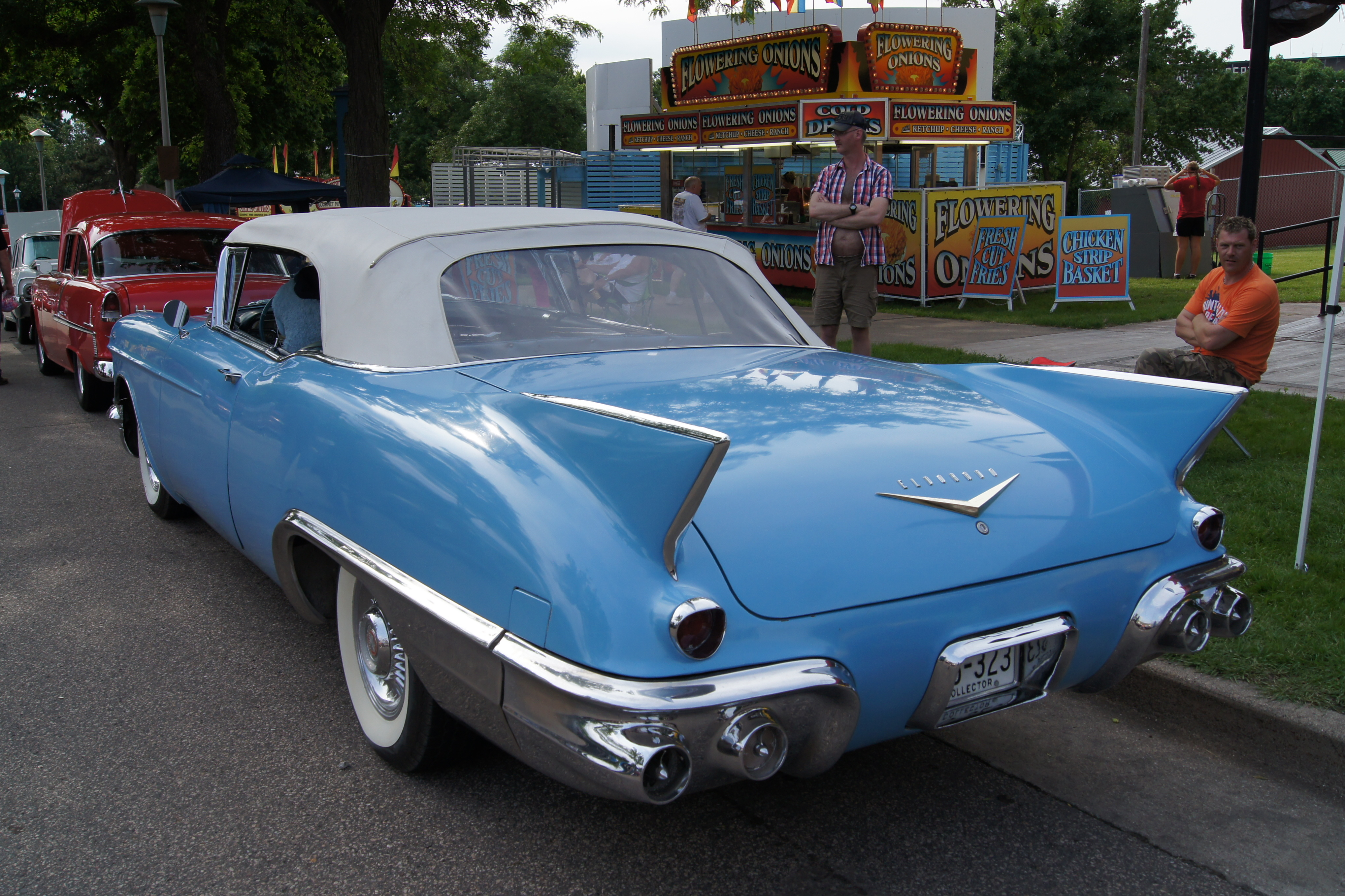
1957 Cadillac Eldorado Seville

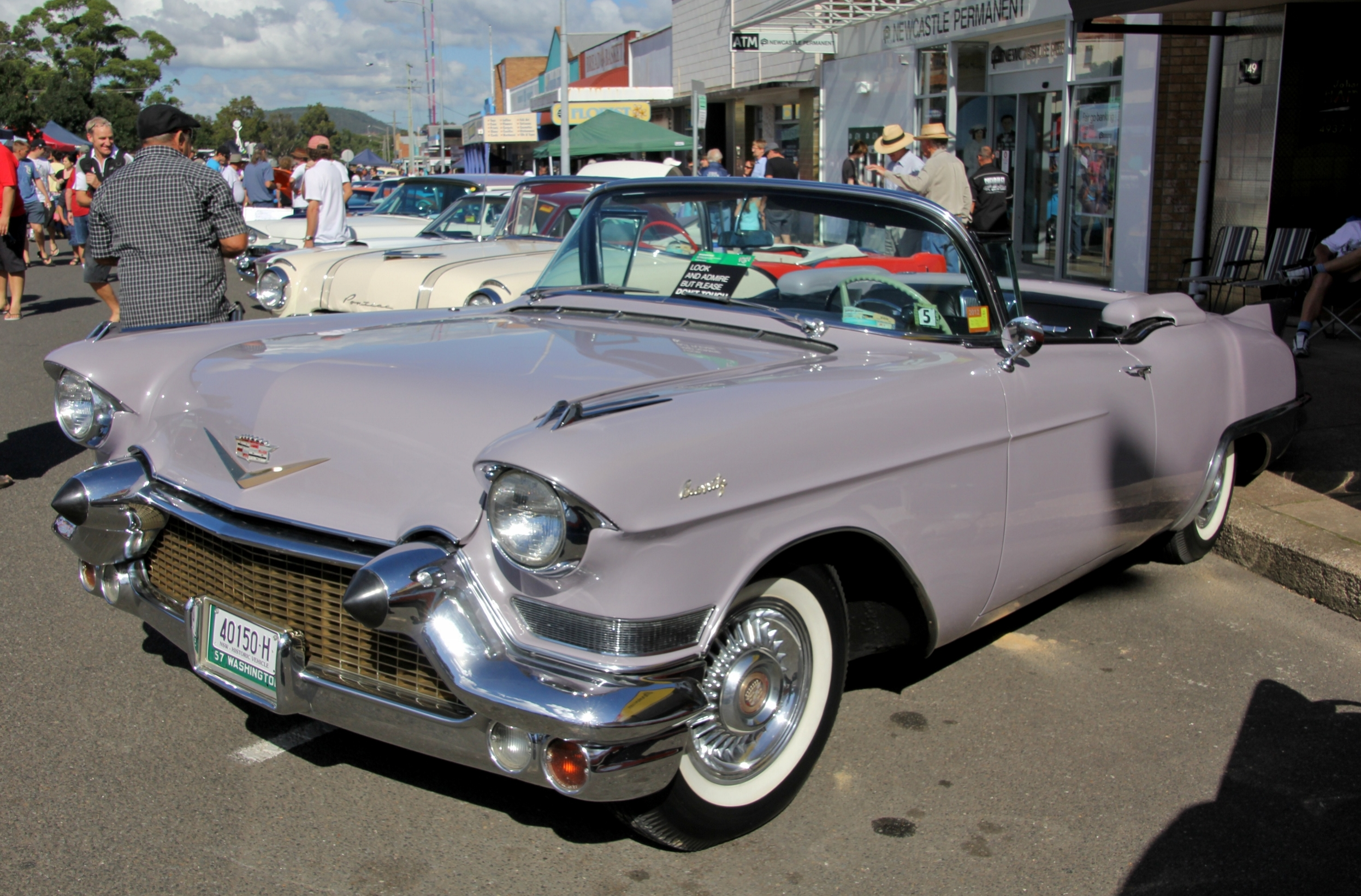
1957 Cadillac Eldorado Biarritz

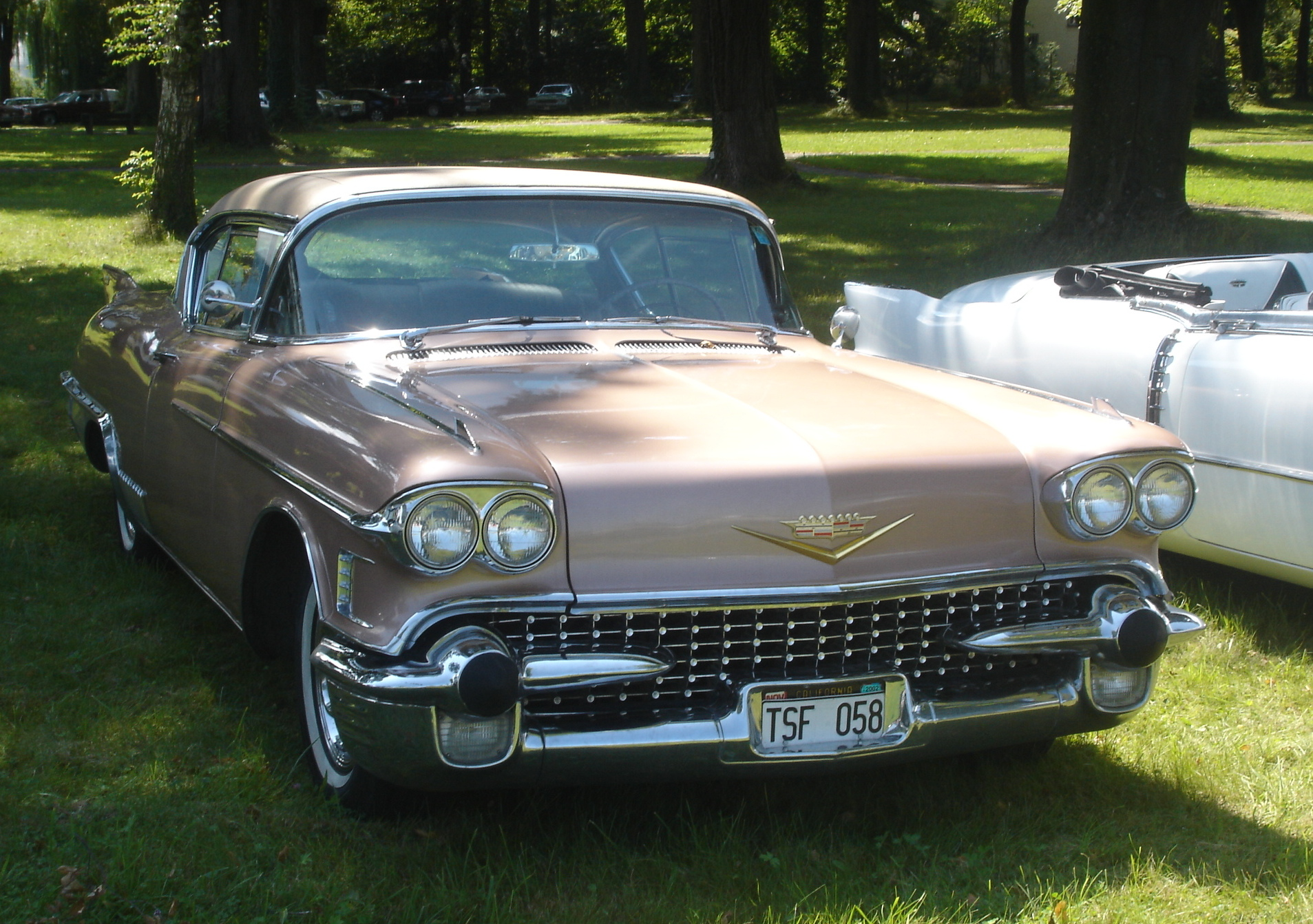
1958 Cadillac Eldorado Seville

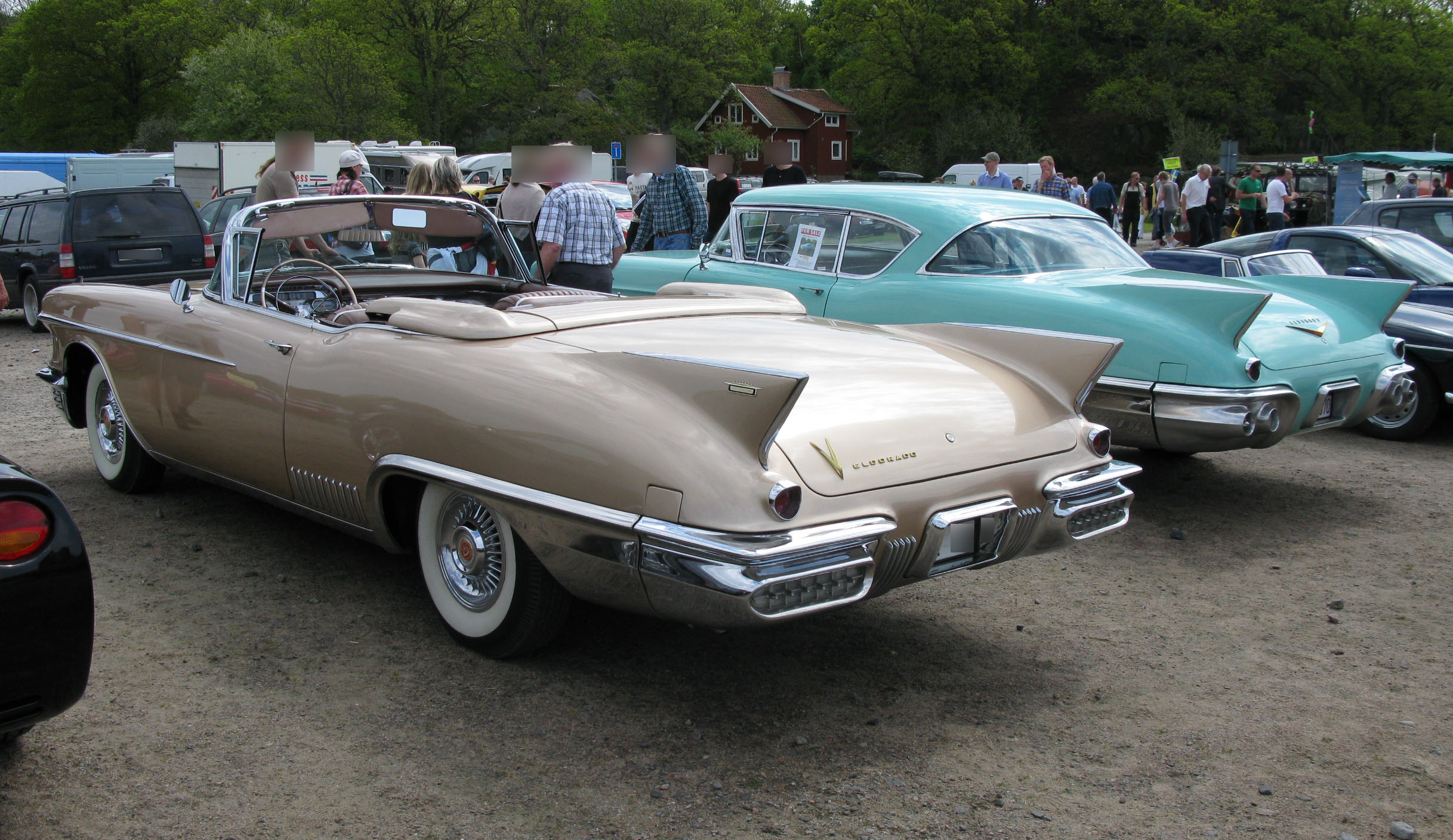
Cadillac Eldorado z 1958 (po lewej) i 1957 (po prawej) od tyłu

### Model 1957
W październiku 1956 roku Cadillac zaprezentował kolejną, trzecią generację Eldorado, na 1957 rok modelowy. Stylistyka zachowała elementy nawiązujące do poprzedniej generacji, ale nadwozia wszystkich samochodów tej marki zostały obniżone dzięki zastosowaniu nowej ramy w formie X. Nadal pojedyncze reflektory na przedłużeniu błotników nakryte były masywnymi kapturami, lecz maska pomiędzy nimi była bardziej spłaszczona. Kły na zderzaku otrzymały gumowe czubki, a podwójne światła parkingowe i kierunkowskazy zostały umieszczone w dolnej części zderzaka. Eldorado odróżniał się od innych modeli charakterystycznym ukształtowaniem tylnej części, w której górna krawędź błotników i pokrywa bagażnika łagodnie schodziły w dół, a ostre płetwy wyrastały z opadających błotników, wyraźnie odcinając się od linii bocznej. Rozstaw osi dwudrzwiowych modeli Eldorado serii 62: kabrioletu Biarritz i hardtopu Seville, minimalnie zwiększono o pół cala, do 329 cm, natomiast długość całkowita nie wzrosła.
Napęd stanowił wspólny dla wszystkich modeli Cadillaca zeszłoroczny silnik V8 o pojemności 6 l (365 in³), który w podstawowej wersji miał gaźnik 4-gardzielowy, stopień sprężania podniesiony do 10:1, a moc do 305 KM, natomiast opcjonalnie tylko w Eldorado miał podwójny 4-gardzielowy gaźnik i moc 325 KM. Cena samochodów wzrosła do 7286 dolarów, przy czym jedynymi dodatkowo płatnymi opcjami była klimatyzacja (474$) i automatyczny ściemniacz świateł drogowych. Wyprodukowano 2100 hardtopów Seville i 1800 kabrioletów Biarritz. Droższym konkurentem na rynku pozostał Continental Mark II.

### Model 1958
Modele Cadillaca na 1958 rok, zaprezentowane w listopadzie 1957 roku, zostały znacząco przestylizowane w przedniej części, uzyskując bardziej masywny wygląd. Otrzymały podwójne reflektory i atrapę chłodnicy na całą szerokość, w formie drobnej kraty z wystającymi bolcami w miejscach połączeń. Z tyłu zmieniła się forma dzielonego zderzaka ze światłami. Wszystkie modele Eldorado otrzymały silnik 6-litrowy z trzema 2-gardzielowymi gaźnikami, o mocy podwyższonej do 335 KM.
Modele Eldorado serii 62 kosztowały 7500 dolarów i wyprodukowano ich 1670. Konkurencją spośród samochodów o sportowym charakterze mógł być mocniejszy Chrysler 300D (5603 dolary bez wyposażenia dodatkowego).

### Eldorado Brougham
Producent poszerzył w 1957 roku ofertę nadwoziową, w której pojawiła się po raz pierwszy wersja 4-drzwiowa – superluksusowy hardtop Eldorado Brougham serii 70. Charakteryzował się mniejszym rozstawem osi 3,2 m (126") i minimalnie mniejszymi wymiarami zewnętrznymi. Był również odmiennie stylizowany, posiadając od początku podwójne reflektory i ostre płetwy integralne z bokami nadwozia. Tylna para drzwi otwierała się w nim w kierunku przeciwnym do kierunku jazdy, a pomiędzy otwartymi drzwiami nie było żadnych słupków. Zyskał on szczególnie bogate wykończenie i wyposażenie, w tym dwustrefowe ogrzewanie, standardową klimatyzację, radio wyszukujące stacje i zawieszenie pneumatyczne. Poza tym dostępne były: elektrycznie regulowane siedzenia, okna, antena, automatyczne otwieranie pokrywy bagażnika, elektryczne zamki w drzwiach, skórzany notes, elektryczny zegarek, itp. Napęd stanowił 6-litrowy silnik V8 o mocy 325 KM. Z ceną 13 074 dolarów był najdroższym modelem marki oraz drugim najdroższym samochodem amerykańskim w tym roku. Z uwagi na szczególną ekskluzywność, model ten reklamowany był pod hasłem „Cadillac Cadillaców” (Cadillac of Cadillacs). Wyprodukowano tylko 400 Eldorado Brougham modelu 1957. W 1958 roku model ten nie uległ zmianom, również cena nie zmieniła się, a powstało ich 304.

## Czwarta generacja

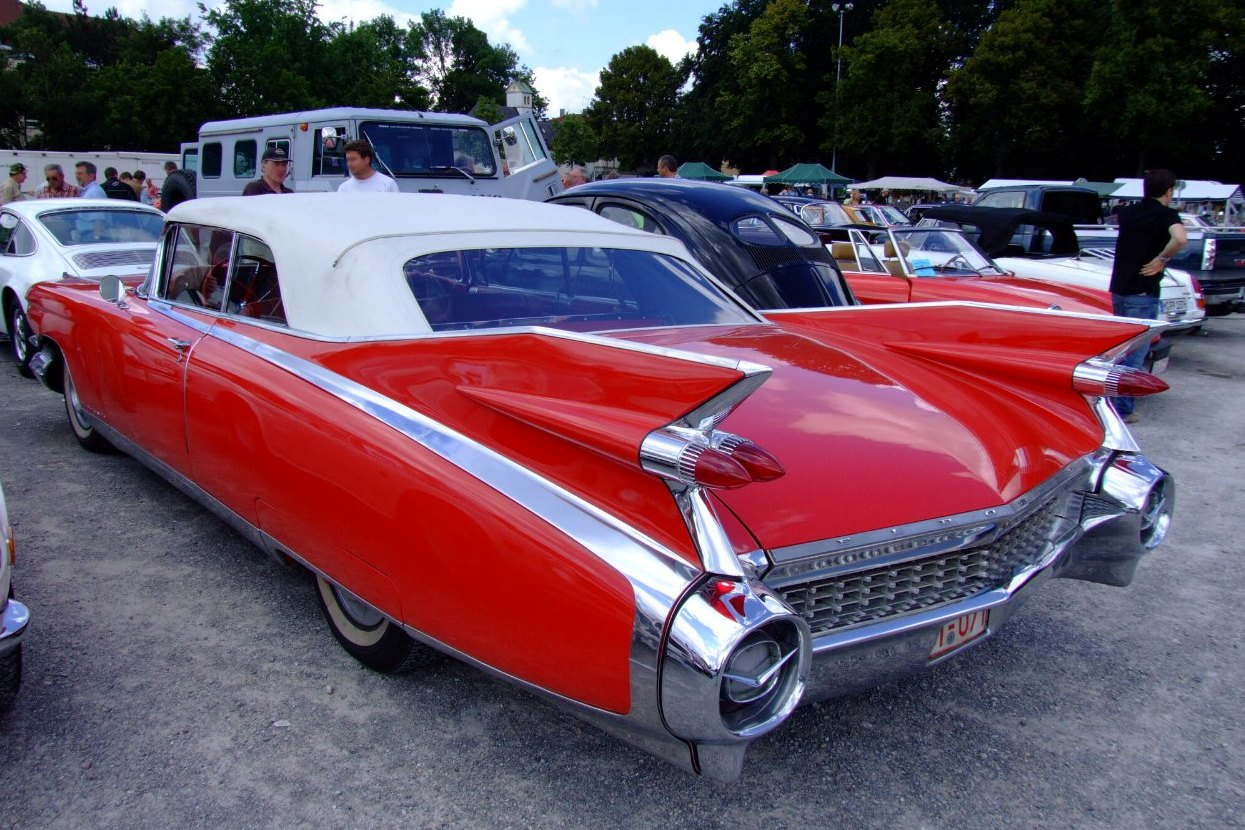
1959 Cadillac Eldorado Biarritz - tył

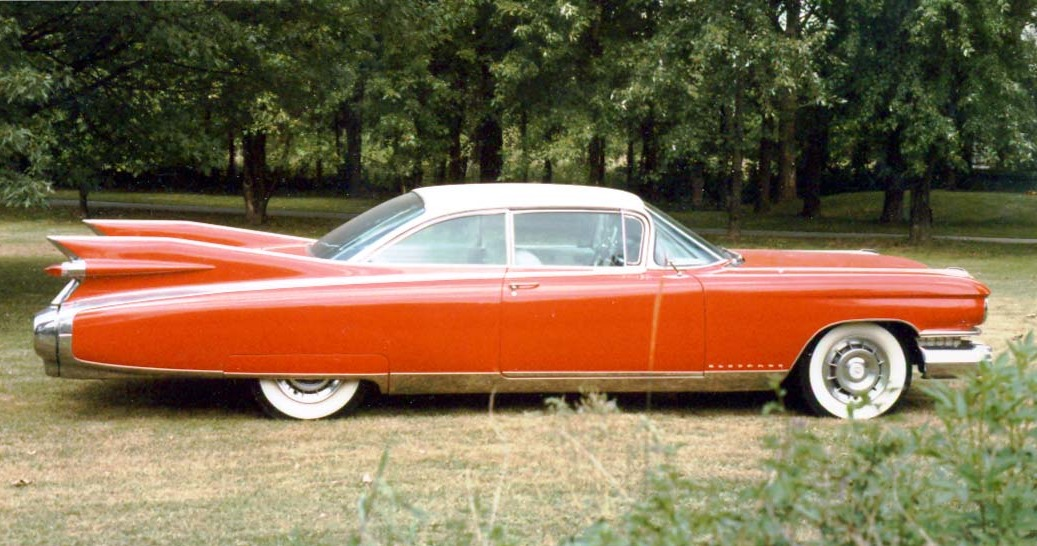
1959 Cadillac Eldorado Seville

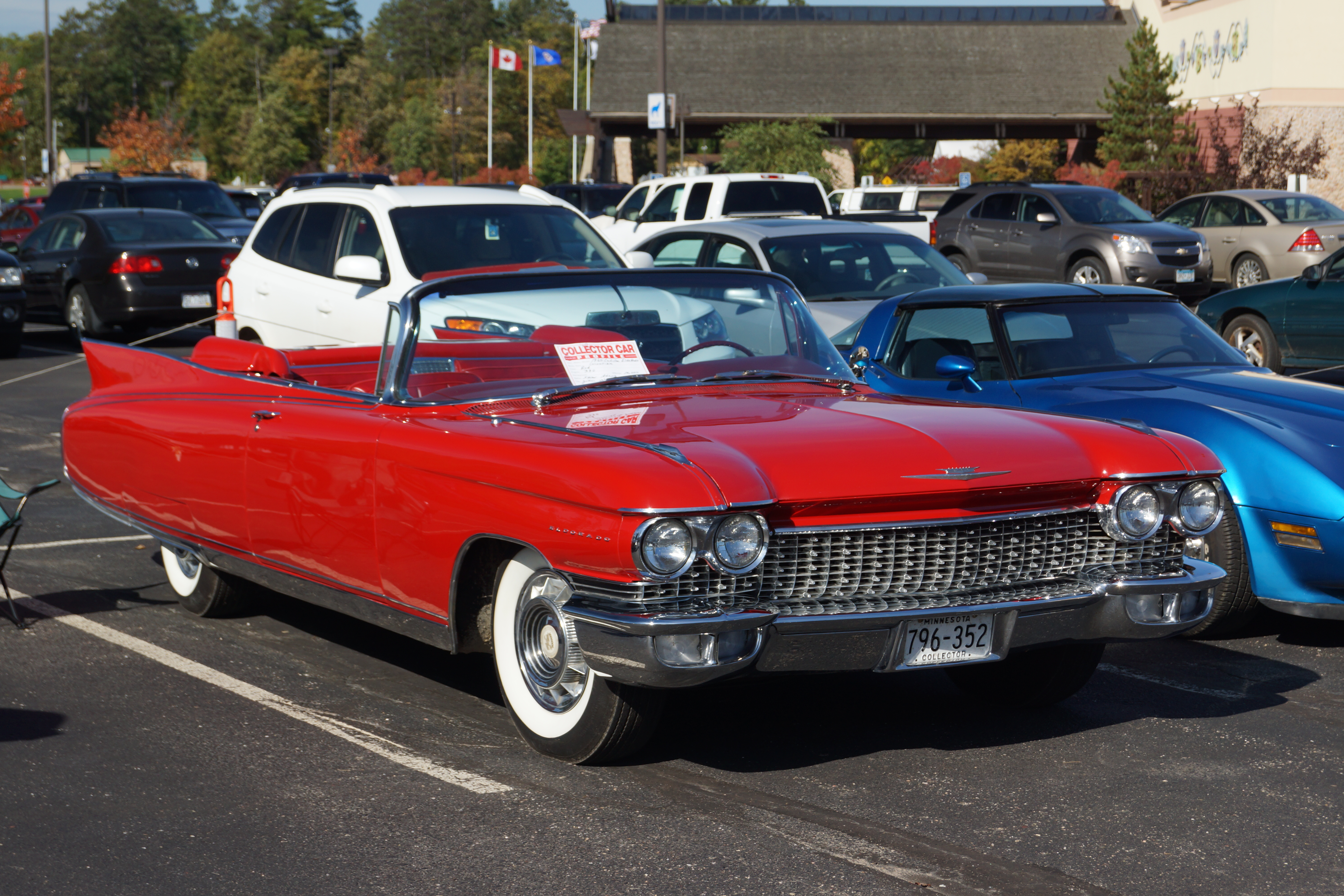
1960 Cadillac Eldorado Biarritz

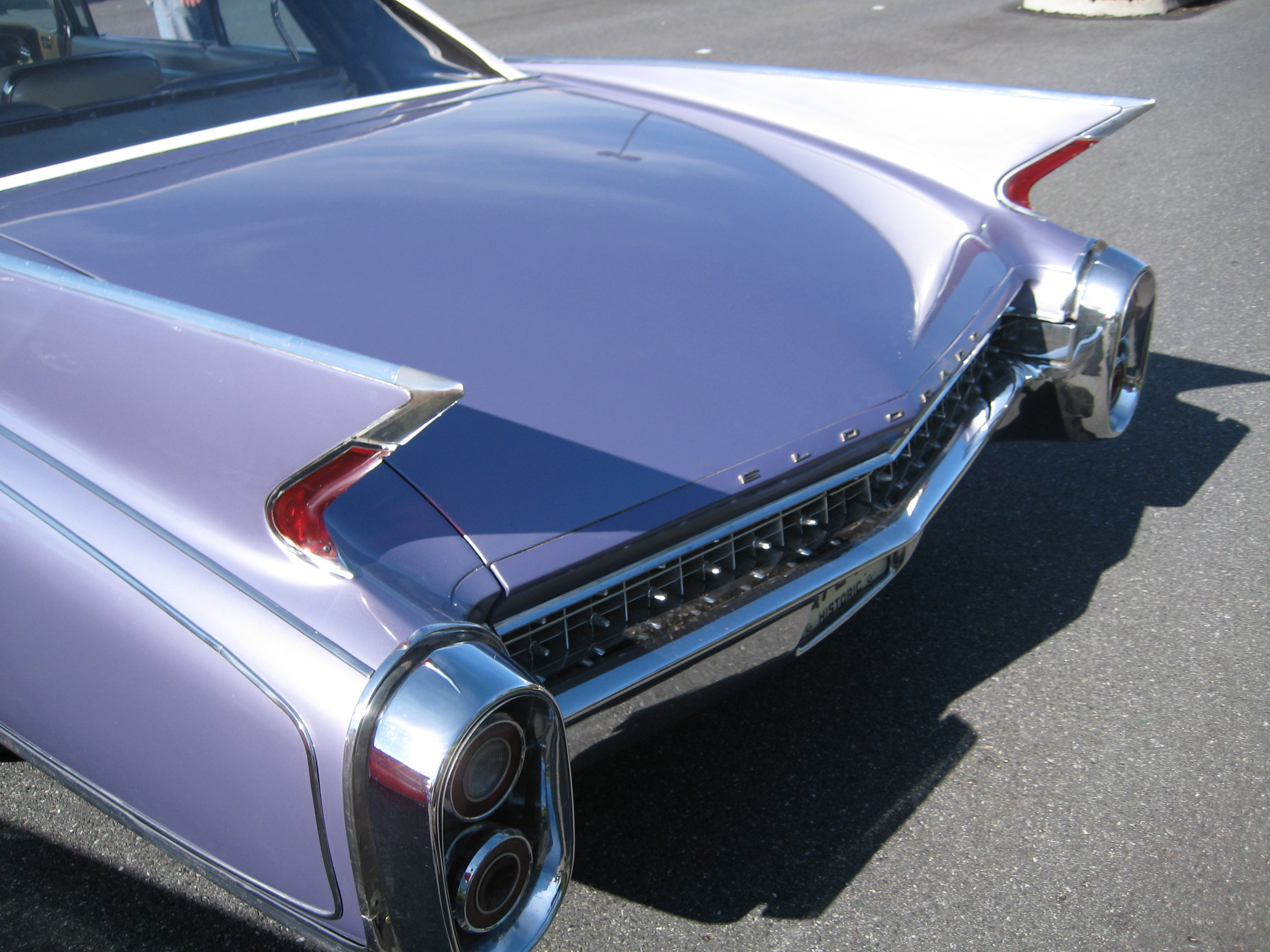
1960 Cadillac Eldorado - tył

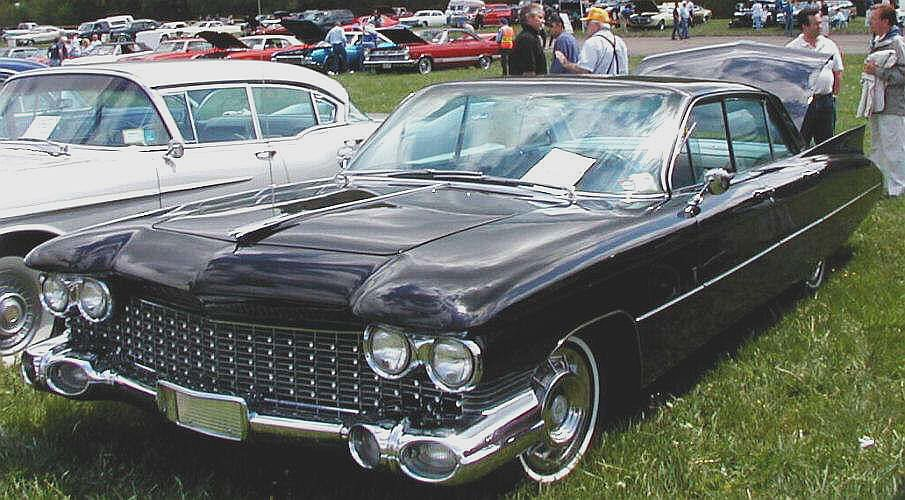
1959 Cadillac Eldorado Brougham

### Model 1959
We wrześniu 1958 roku Cadillac zaprezentował kolejną, czwartą generację Eldorado. Samochód zyskał jednak tym razem zupełnie nowy wygląd, otrzymując bardzo charakterystyczne proporcje wydłużonego nadwozia, z gładką opływową linią boczną. Z przodu samochód wyróżniała szeroka atrapa chłodnicy, która w dolnej części zachodziła na błotniki, z chromowaną poprzeczką biegnąca przez całą szerokość nadwozia.  Reflektory nadal był podwójne, z chromowanymi oprawkami, nakryte od góry grubymi „kapturami”, pomiędzy którymi była spłaszczona szeroka maska. Podwójne światła postojowe/kierunkowskazy w masywnym zderzaku odpowiadały stylistycznie znajdującym się ponad nimi reflektorom. Z tyłu samochód wyróżniały duże strzeliste płetwy z zamocowanymi po bokach podwójnymi lampami w formie rakietek. Linia nadwozia z tyłu opadała łagodnie, kończąc się zderzakiem imitującym formę dysz silnika odrzutowego, jako kolejnym elementem stylistyki aerokosmicznej. Stylistyka Eldorado była w tym roku wspólna z innymi modelami Cadillaca, wśród których były podobne: kabriolet i hardtop serii 62. Eldorado odróżniał się ozdobami, nie posiadając listwy bocznej, a za to posiadając szeroki chromowany pas podkreślający próg, oraz napis „ELDORADO” za przednimi kołami.
Projekt wyglądu Eldorado czwartej generacji autorstwa Chucka Jordana rozsławił ją na kolejne lata i przełożył się na jej dużą popularność zarówno pod kątem sprzedaży, jak i rozpoznawalności linii modelowej i samej marki Cadillac. Dziś to najczęściej wyszukiwane w internecie wcielenie modelu, mające status jednej z ikon amerykańskiej popkultury lat 50.
Zmianie uległ również silnik V8, który miał pojemność 6,4 l (390 in³) i osiągał moc brutto 345 KM z trzema podwójnymi gaźnikami (większą o 20 KM od pozostałych modeli Cadillaca). Napęd przenoszony był nadal przez automatyczną skrzynię Hydra-Matic.
Eldorado nadal był produkowany jako dwudrzwiowy kabriolet Biarritz i hardtop Seville; powstało ich odpowiednio 1320 i 975 z rocznika 1959, a cena wynosiła 7401 dolarów. Osobno produkowano nadal superluksusowy czterodrzwiowy hardtop Eldorado Brougham (99 sztuk, 13 075 dolarów), który również został zastąpiony nowym modelem, na podwoziu o tym samym rozstawie osi 3,3 m, co zwykły Eldorado, lecz nadal był całkowicie odmiennie stylizowany.

### Model 1960
Model na 1960 rok, zaprezentowany w październiku 1959 roku, powtarzał udaną stylistykę z poprzedniego roku, lecz płetwy tylne stały się niższe i bardziej harmonijne, a w ich tylną krawędź wkomponowano pionowe klosze lamp. Nieco zmieniono pas przedni i tylny. Zgodnie z nowym trendem, zmniejszono też powierzchnię chromowanych części. Napęd pozostał taki sam, jak w poprzednim roku. Powstało 1075 hardtopów Seville i 1285 kabrioletów Biarritz, a ich ceny nie zmieniły się. Wyprodukowano też 101 sztuk odmiennie stylizowanego modelu Eldorado Brougham. Amerykańską konkurencją dla Eldorado z lat 1959–60 były nieco tańsze Continental Mark IV i V.

### Silnik
- V8 6.4l OHV

## Piąta generacja

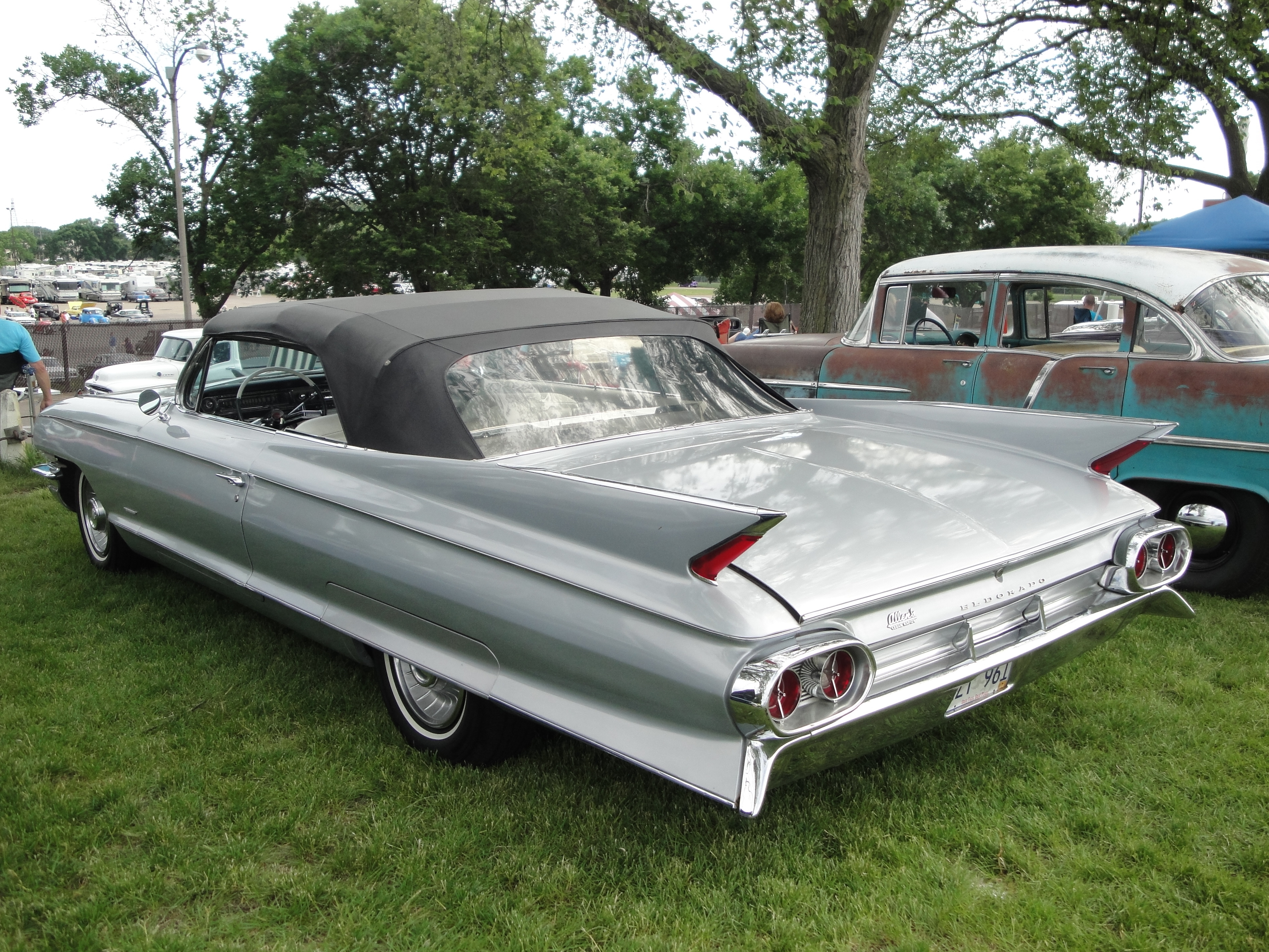
1961 Cadillac Eldorado - tył

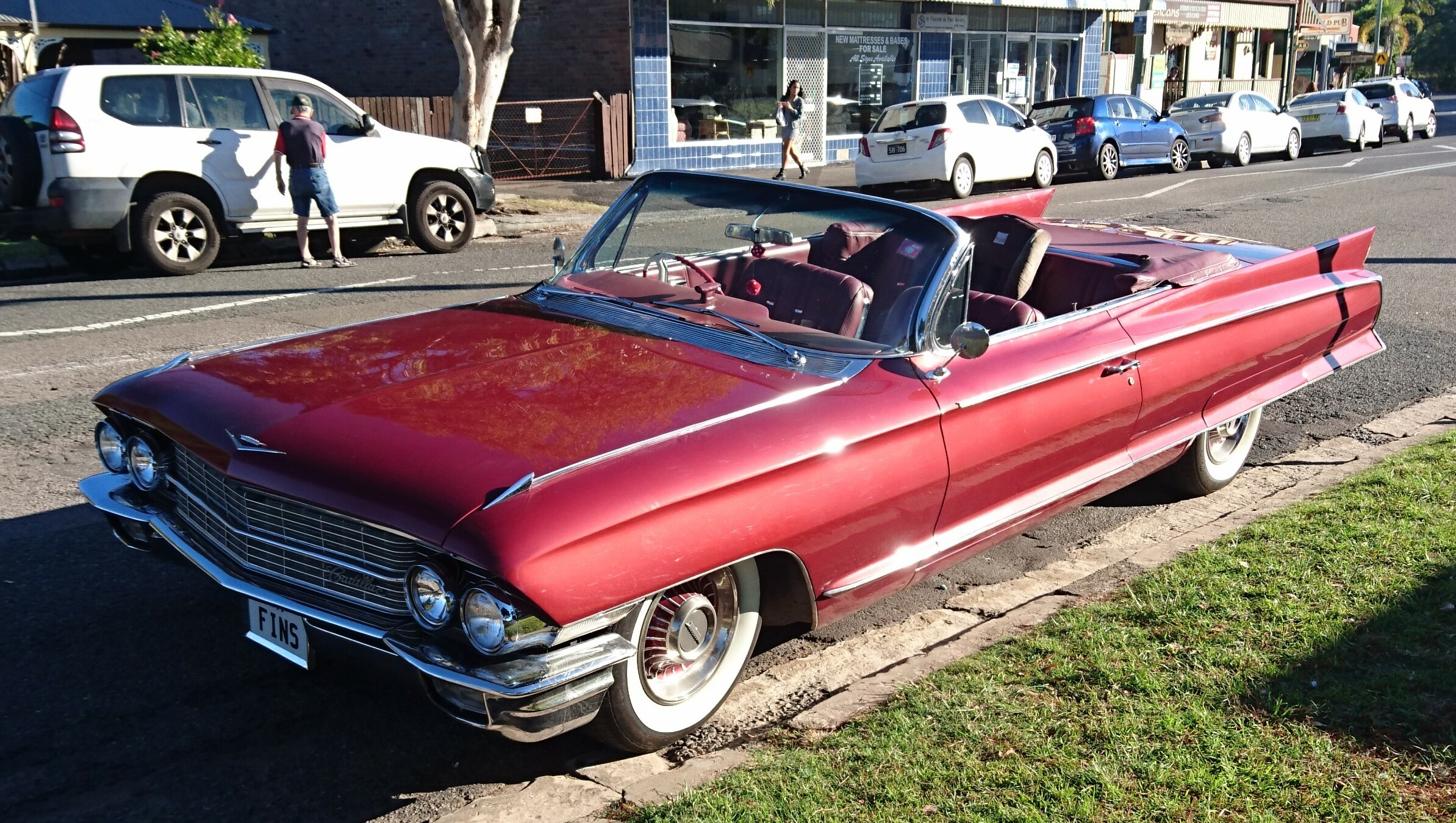
1962 Cadillac Eldorado

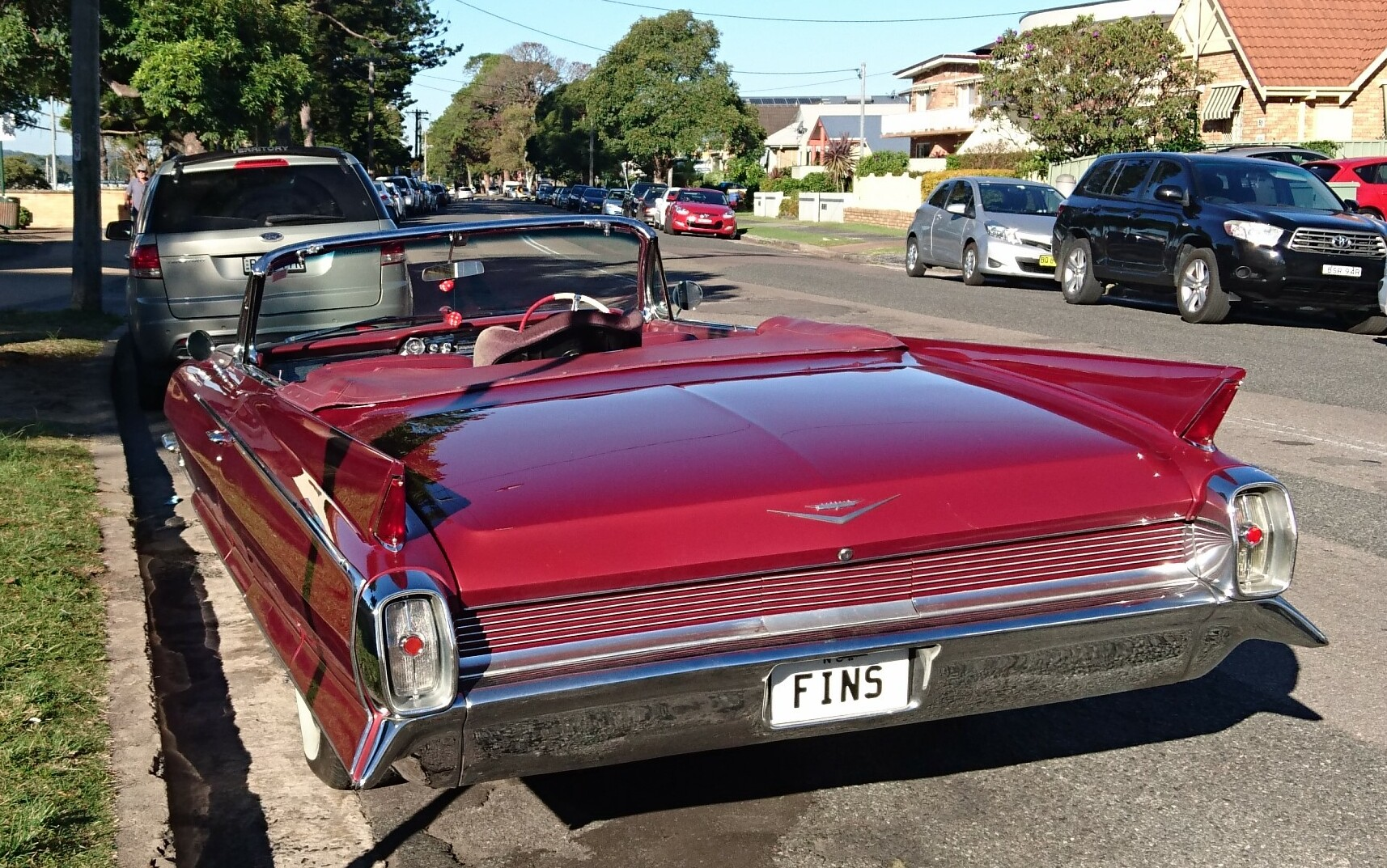
1962 Cadillac Eldorado - tył

### Model 1961
Cadillac Eldorado piątej generacji został zaprezentowany na 1961 rok modelowy.
W październiku 1960 roku Cadillac zaprezentował gruntownie zmodernizowane Eldorado 1961 roku modelowego. Samochód został minimalnie pomniejszony, a nadwozie stało się wizualnie lżejsze. Oferowany był już tylko kabriolet Biarritz, bez hardtopu i modelu Brougham. Ponownie oparty na platformie C-body samochód przeszedł zmiany głównie pod kątem stylistycznym, zyskując przestylizowany pas przedni. Zmieniono całkiem styl atrapy chłodnicy, która tworzyła wygięta krata, z podwójnymi reflektorami umieszczonymi niżej, po jej bokach. Boki nadwozia zyskały wzdłużne przetłoczenia. Zgodnie z nową modą przednia szyba już nie zachodziła tak mocno na boki, ułatwiając wsiadanie. Z tyłu pozostały ostre płetwy jak w poprzednim roku, na których tylnej krawędzi umieszczono wąskie lampy, a nadto dodano mniejsze dolne płetwy. Zmianie uległ również pas tylny. Producent opracował wiele limitowanych serii tego modelu.
Silnik V8 pozostał taki sam, o pojemności 6,4 l (390 in³), lecz tym razem był wspólny dla wszystkich samochodów Cadillaca, z gaźnikiem czterogardzielowym i mocą 325 KM. Koła miały rozmiar 8.20×15. Ulepszenia zawieszenia i mniejsza masa spowodowały jednak, że samochód lepiej się prowadził. Wyprodukowano 1450 Eldorado z 1961 roku, a cena spadła o 12%, do 6477 dolarów.

### Model 1962
W 1962 roku przestylizowano pas przedni, który pozostał jednak w podobnym stylu, z podwójnymi reflektorami po bokach zmienionej kraty atrapy. Silnik pozostał taki sam, wspólny dla wszystkich modeli, lecz skupiono się na jego lepszym wyciszeniu i poprawie kultury pracy. Wyprodukowano również 1450 samochodów, co stanowiło niecały procent sprzedaży marki.

### Silnik
- V8 6.4l OHV

## Szósta generacja

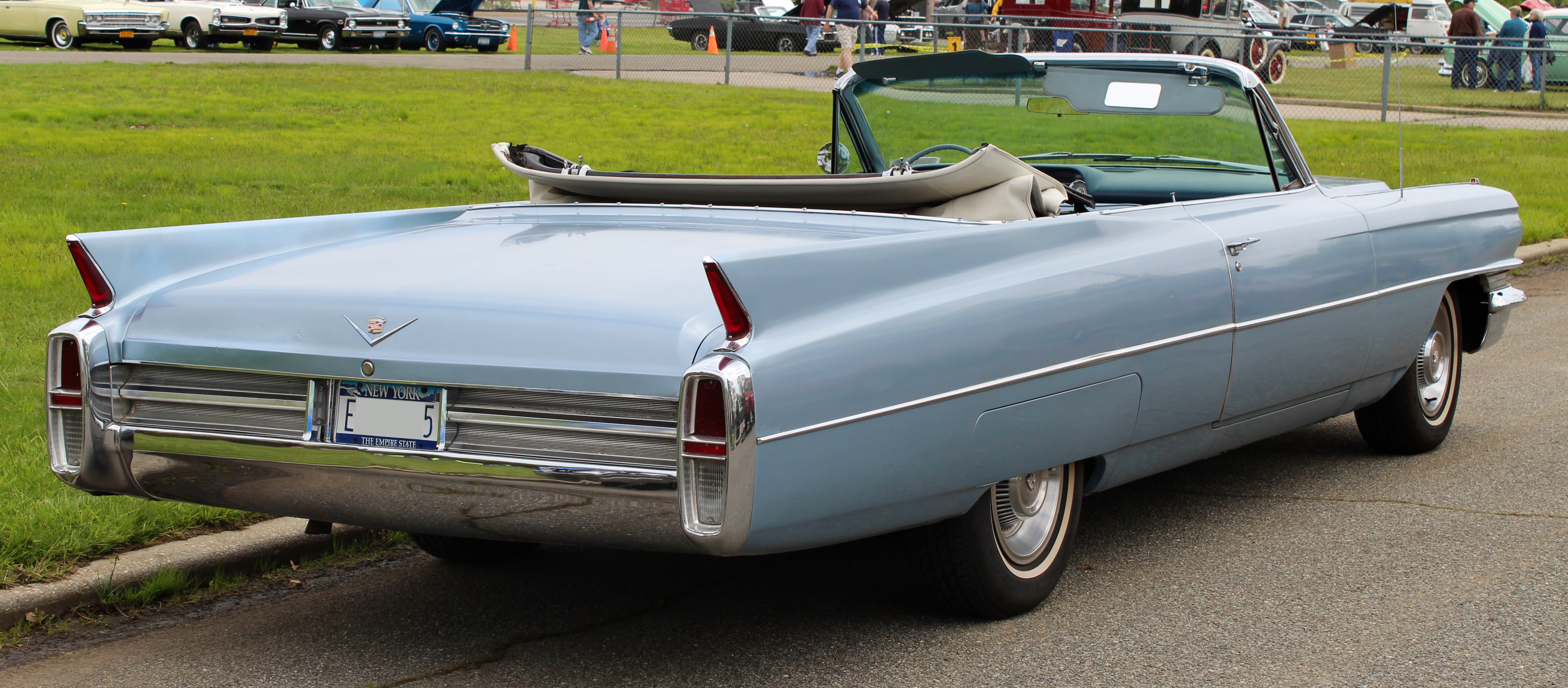
Cadillac Eldorado VI - tył

Cadillac Eldorado VI został zaprezentowany po raz pierwszy w 1963 roku.
Szósta generacja Eldorado była kolejną drobną restylizacją modelu piątej generacji, ponownie powstając na platformie C-body. Zmienił się wygląd przedniej części nadwozia i kształt przetłoczeń. Podwójne reflektory zostały ponownie umiejscowione wyżej, pod górnymi krawędziami błotników przednich. Zmieniono kształt zderzaków i wprowadzono drobne zmiany w wystroju kabiny pasażerskiej.

### Silniki
- V8 6.4l OHV
- V8 7.0l OHV

## Siódma generacja

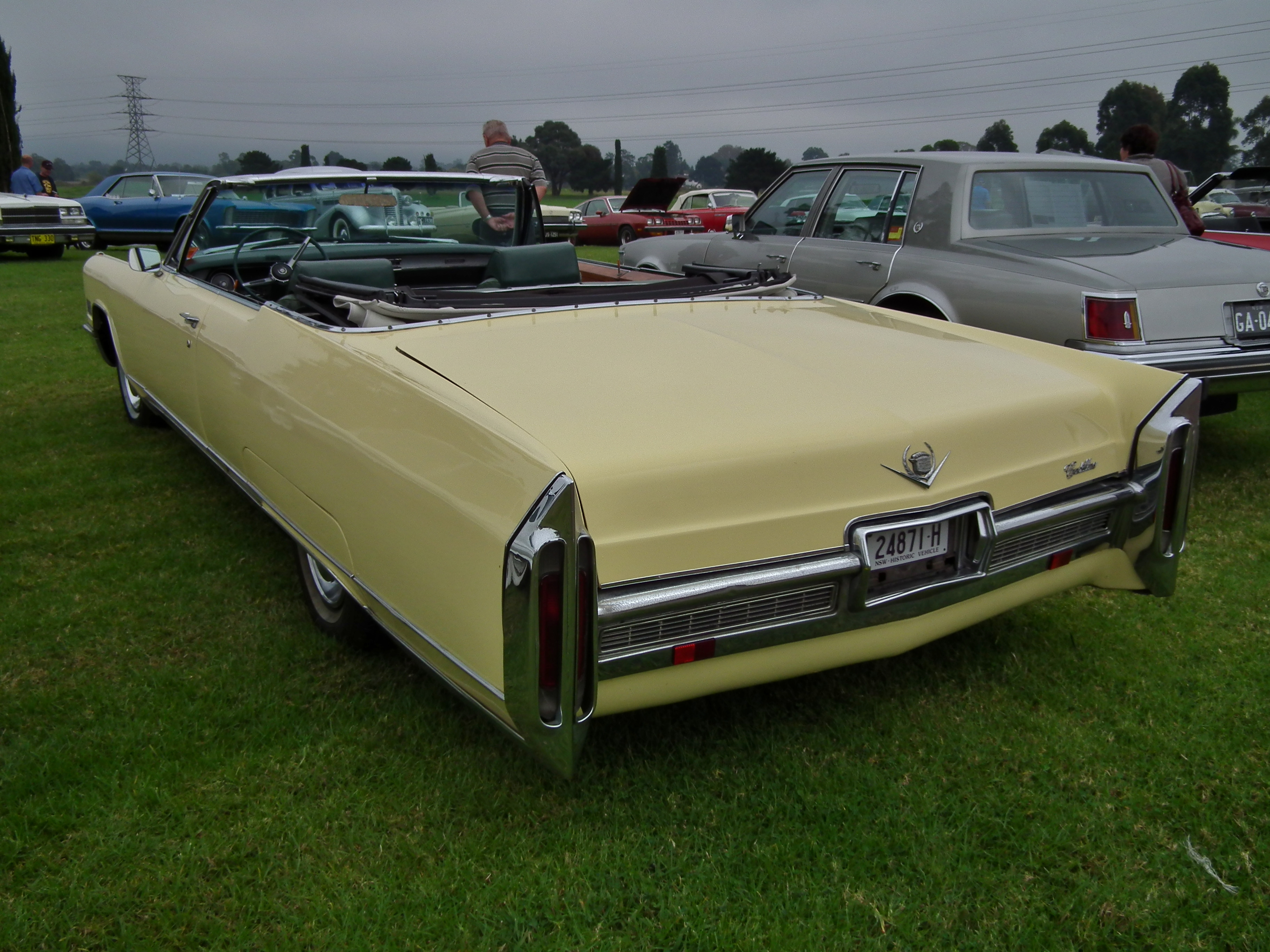
Cadillac Eldorado VII - tył

Cadillac Eldorado VII został zaprezentowany po raz pierwszy w 1965 roku.
Siódma generacja Eldorado została oparta na technice innych, pokrewnych modeli Cadillaka opracowanych wówczas przez markę jako pełnowymiarowe, luksusowe pojazdy typu personal luxury. Samochód zyskał identyczny wygląd przedniej części nadwozia, co Calais i DeVille, zyskując okrągłe, podwójne reflektory umieszczone pionowo na krawędziach błotników. W podobnym układzie zbudowano tylne lampy. Był to ostatni Cadillac Eldorado oparty na platformie C-body.

### Silnik
- V8 7.0l OHV

## Ósma generacja

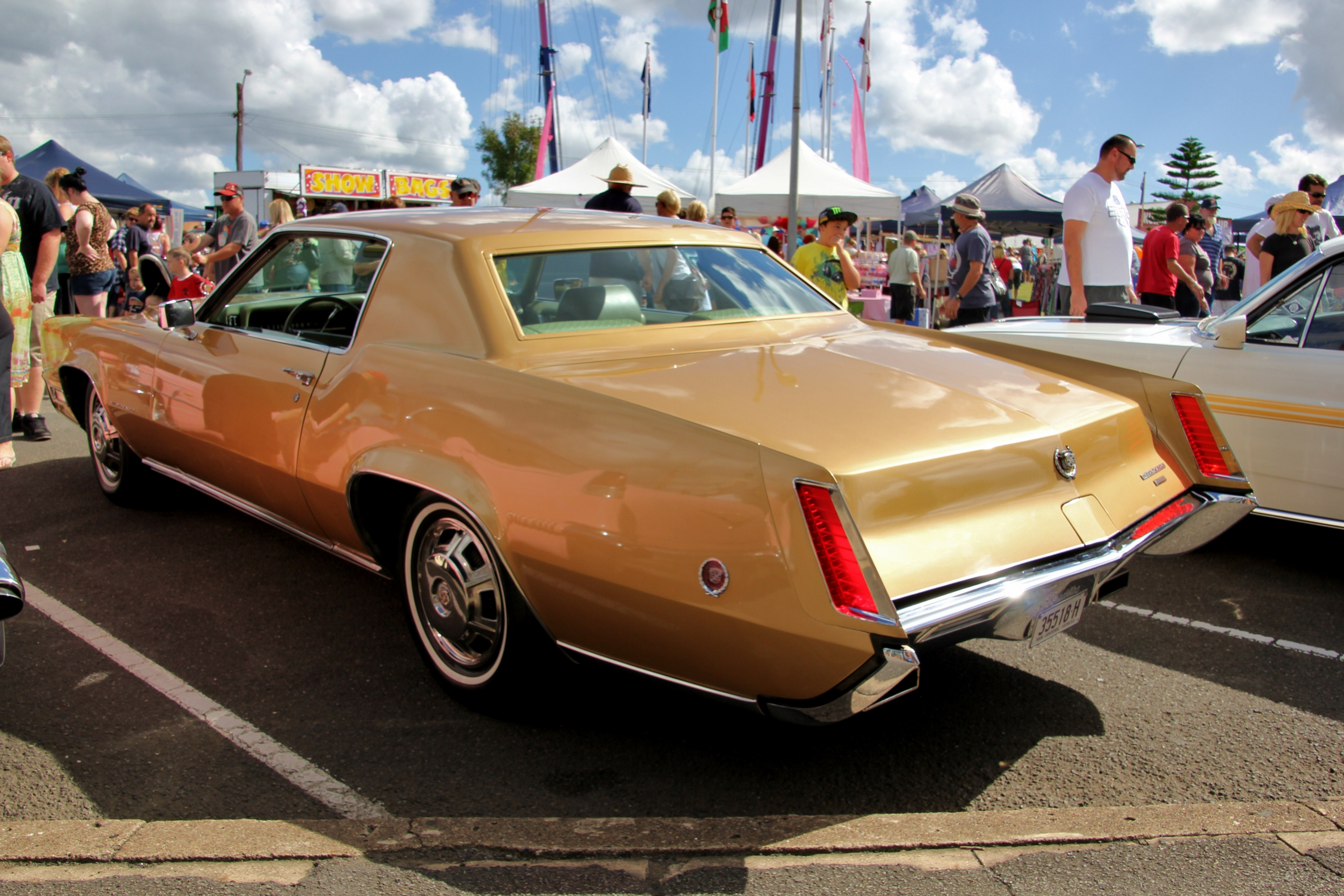
Cadillac Eldorado VIII - tył

Cadillac Eldorado VIII został zaprezentowany po raz pierwszy w 1967 roku.
W 1967 roku Cadillac zdecydował się opracować Eldorado od nowa, opierając go po raz pierwszy we wówczas 14-letniej historii modelu na zupełnie nowej technice i platformie E-body. Bliźniaczymi konstrukcjami zbudowanymi w ramach koncernu General Motors były modele Buick Riviera i Oldsmobile Toronado. Samochód zyskał masywną sylwetkę z wyraźnie zaznaczonymi nadkolami, a charakterystycznym rozwiązaniem stały się chowane przednie reflektory, które składały się z podwójnych kloszy.

### Silnik
- V8 7.0l OHV
- V8 7.7l OHV
- V8 8.2l OHV

## Dziewiąta generacja

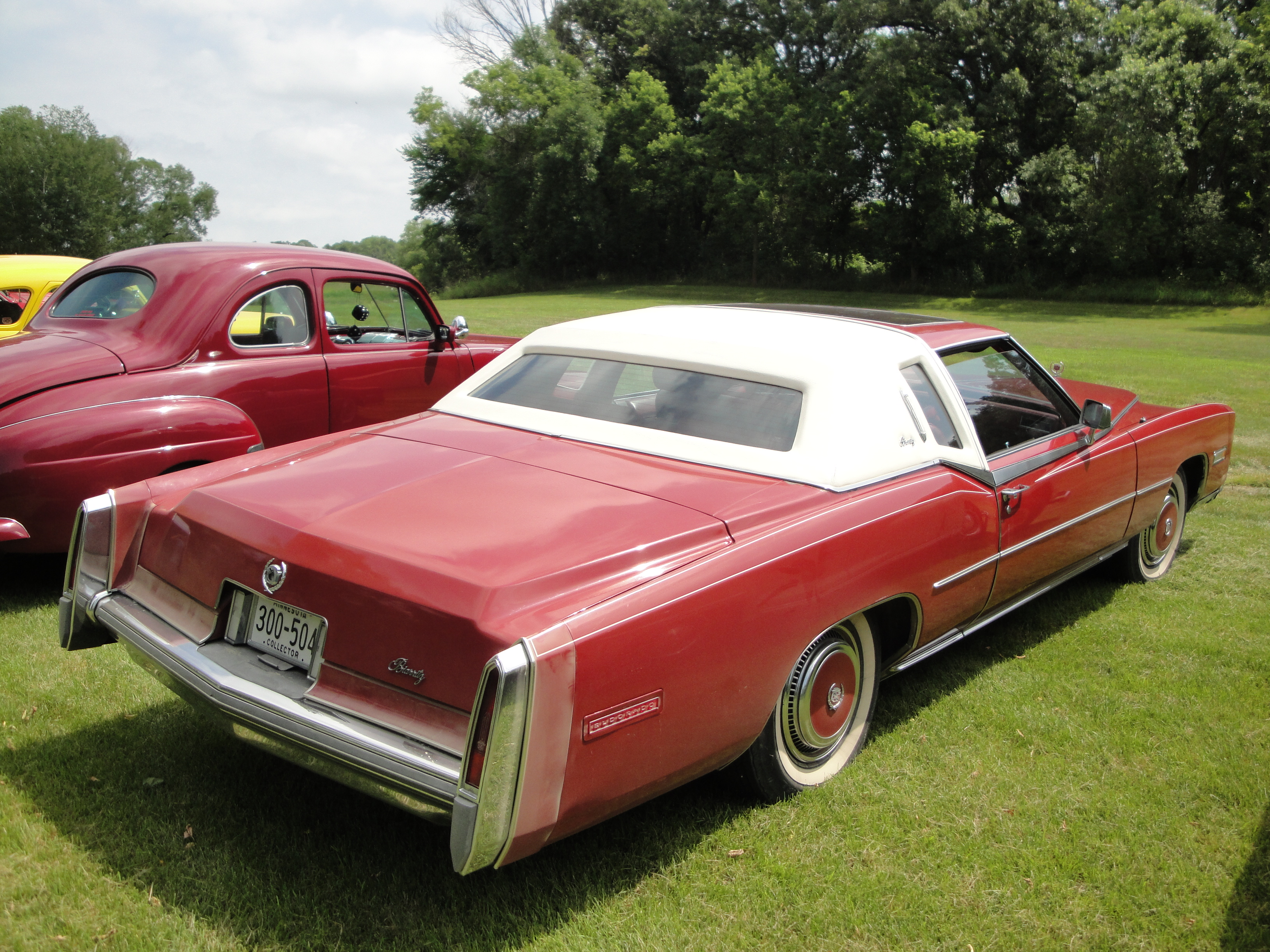
Cadillac Eldorado IX - tył

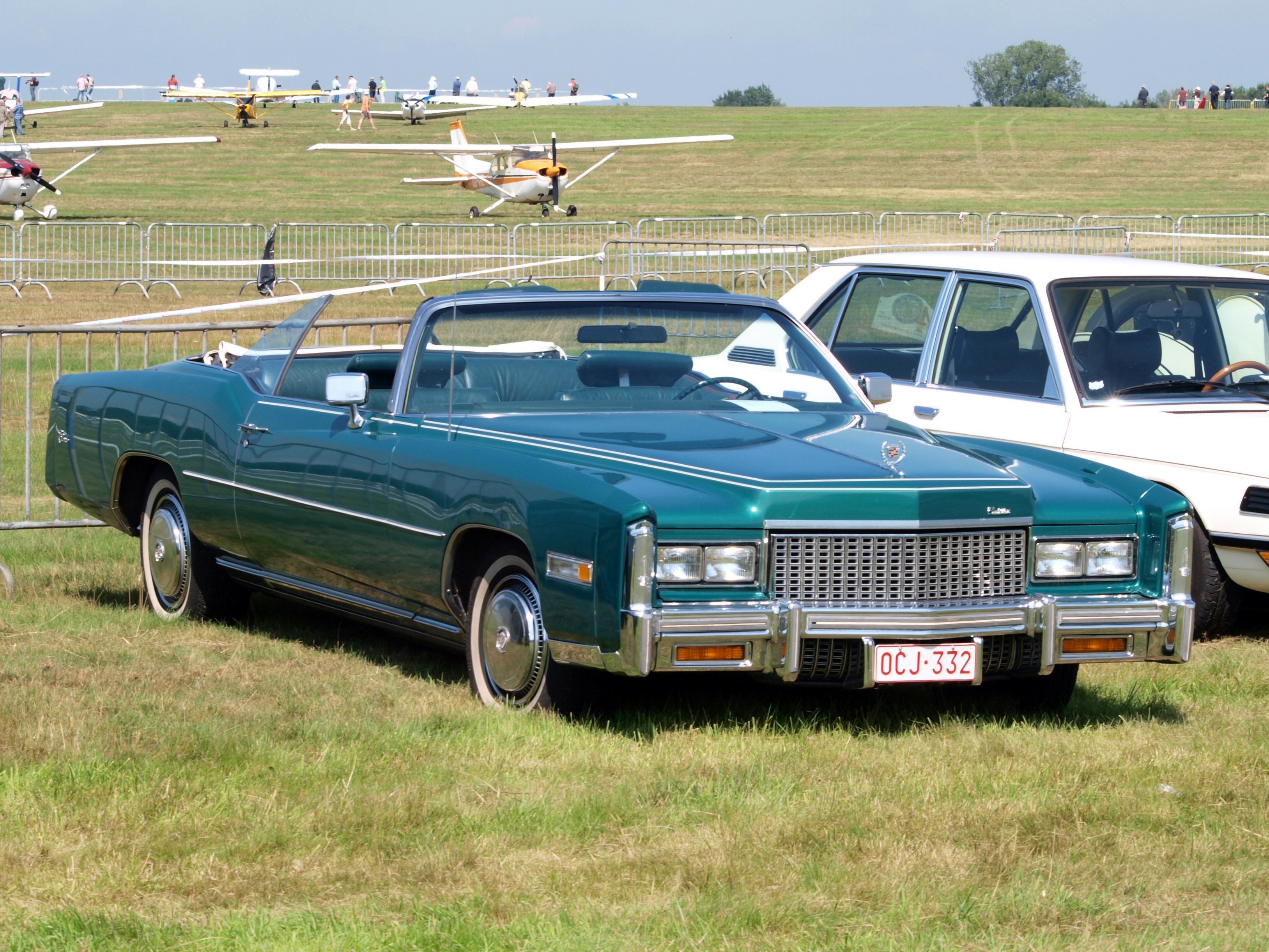
Cadillac Eldorado IX Cabriolet

Cadillac Eldorado IX został zaprezentowany po raz pierwszy w 1971 roku.
Dziewiąta generacja Cadillaka Eldorado, podobnie jak poprzednik, została zbudowana na bazie platformy E-body wraz z nowymi wcieleniami bliźniaczych modeli Buick Riviera i Oldsmobile Toronado zbudowanych w ramach koncernu General Motors. Samochód zyskał ewolucyjne zmiany w stylistyce, z masywniejszym nadwoziem i charakterystycznie zabudowanym do połowy tylnym nadkolem. Oferta nadwoziowa składała się z dwóch wariantów - kabrioleta i coupé. Był to ostatni model z linii Eldorado, który cechował się tak masywnymi wymiarami zewnętrznymi.

### Silnik
- V8 7.0l OHV
- V8 8.2l OHV

## Dziesiąta generacja

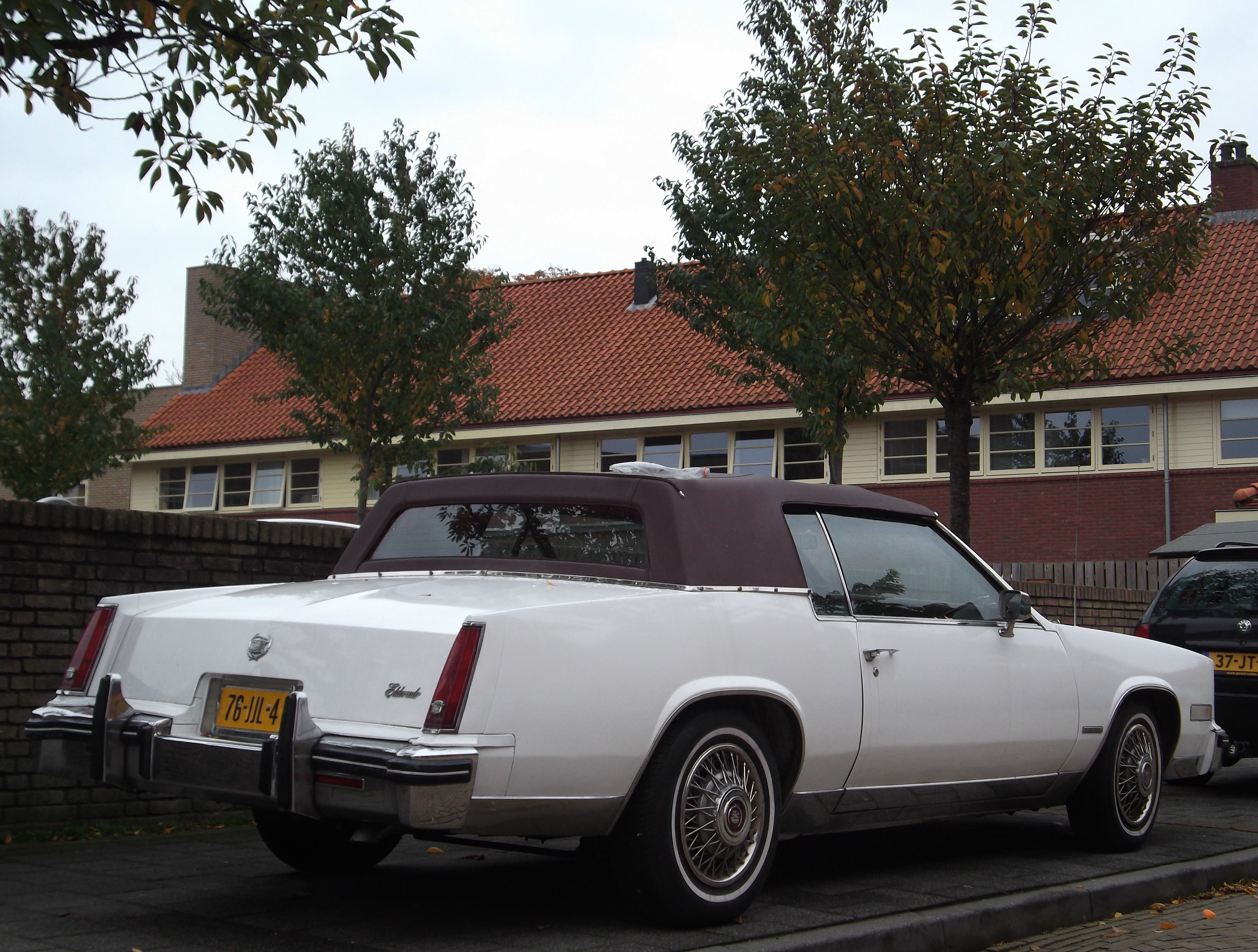
Cadillac Eldorado X - tył

Cadillac Eldorado X został zaprezentowany po raz pierwszy w 1979 roku.
W 1979 roku Cadillac przedstawił zupełnie nowe Eldorado dziesiątej generacji, oparty na nowej, skróconej wersji platformy koncernu General Motors o nazwie E-body. Samochód cechował się równie kanciastą i masywną sylwetką, jednak wyraźnie krótszym i mniej masywnym nadwoziem. Samochód początkowo oferowany był wyłącznie jako 2-drzwiowe coupé, a w ostatnim roku produkcji, 1984, gama została poszerzona także o 2-drzwiowego kabrioleta.

### Silnik
- V6 4.1l LC4
- V8 4.1l HT-1400
- V8 5.7l Rocket 350
- V8 5.7l LF9
- V8 6.0l L62

## Jedenasta generacja

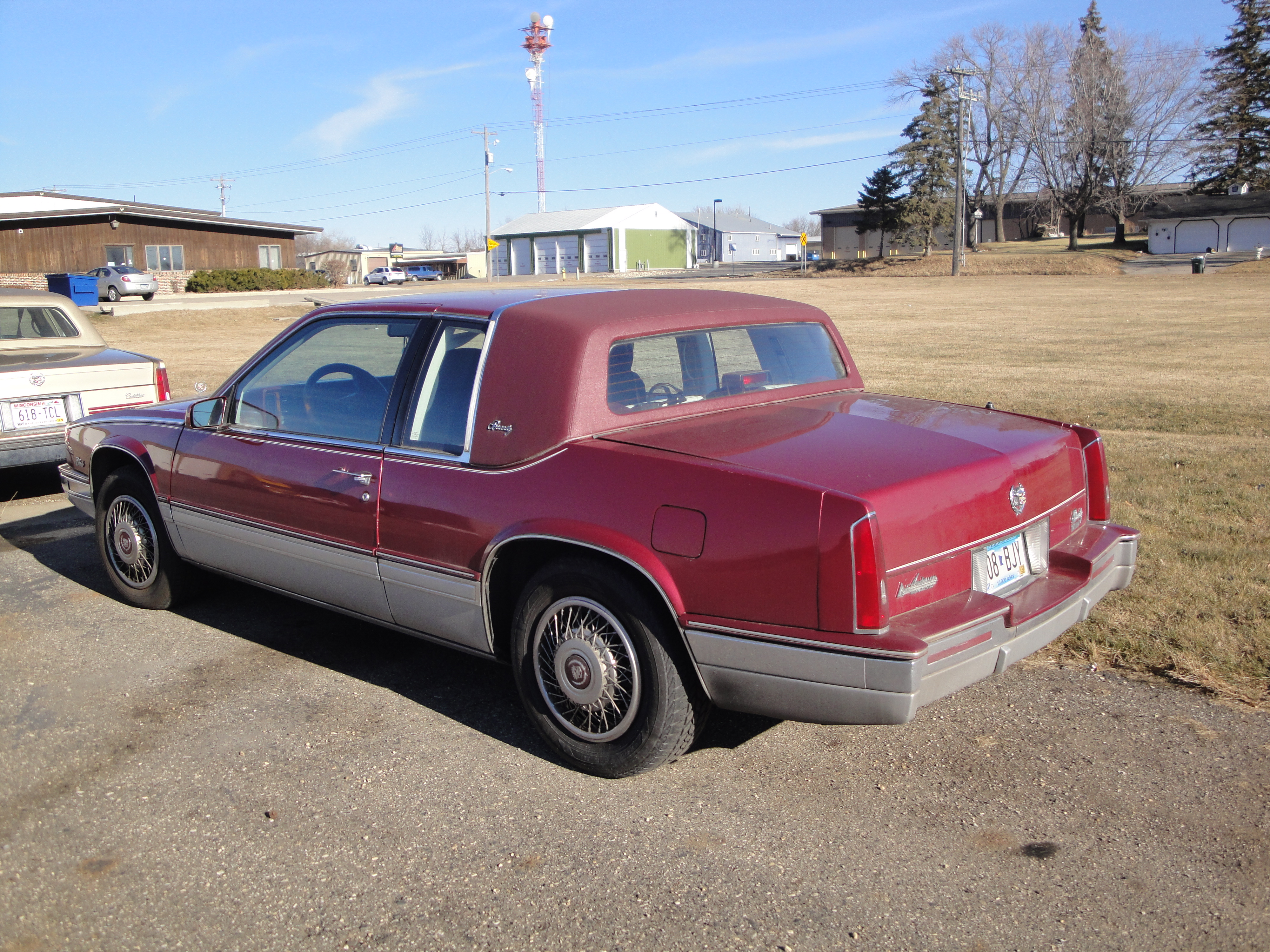
Cadillac Eldorado XI - tył

Cadillac Eldorado XI został zaprezentowany po raz pierwszy w 1986 roku.
Po trwającej 8 lat produkcji dotychczasowego wcielenia, w 1986 roku Cadillac zaprezentował zupełnie nową, jedenastą generację modelu Eldorado. Samochód został oparty na zmodernizowanej technice poprzednika, która ponownie wiązała się ze skróceniem nadwozia, które po raz pierwszy nie było długie na co najmniej 5 metrów. Wiązało się to z chęcią zmniejszenia zużycia paliwa i trendami panującymi w amerykańskiej motoryzacji w drugiej połowie lat 80. XX wieku. Po raz pierwszy w historii Eldorado nie było też oferowane jako kabriolet – gama składała się tylko z 2-drzwiowego coupé.

### Silnik
- V8 4.1l HT-1400
- V8 4.5l 45
- V8 4.9l L26

## Dwunasta generacja

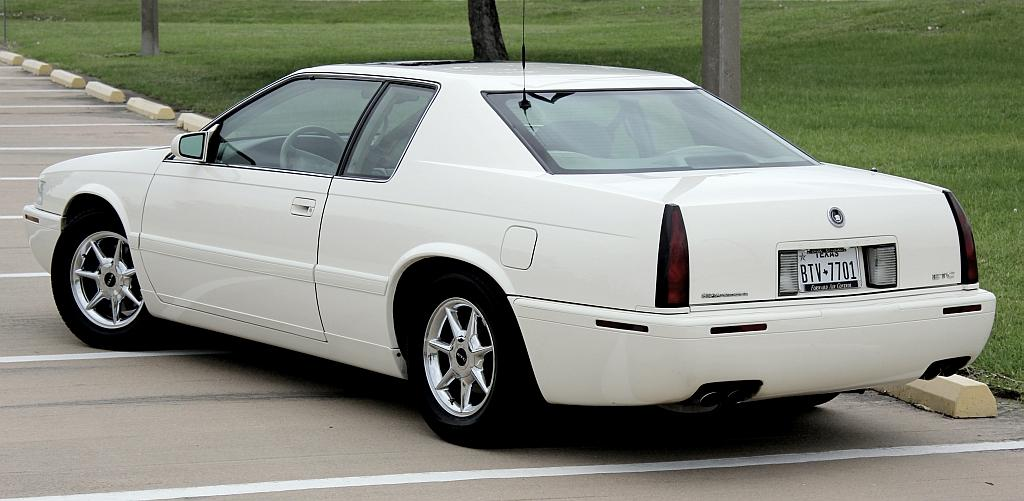
Cadillac Eldorado XII - tył

Cadillac Eldorado XII został zaprezentowany po raz pierwszy w 1992 roku.
W 1992 roku Cadillac zaprezentował dwunastą i zarazem ostatnią odsłonę linii modelowej Eldorado. Samochód został zbudowany o zupełnie nową wersję platformy E-body, powstając w zupełnie nowym kierunku stylistycznym marki nawiązującym do modeli Seville oraz DeVille. Wiązało się to z połączeniem kanciastych proporcji z zaokrągleń, podłużną przednią maską i podłużnymi tylnymi lampami umieszczonymi pionowo, co nawiązywało do klasycznych modeli Eldorado.

### Koniec produkcji i następca
Trwająca 10 lat produkcja Eldorado XII zakończyła się w kwietniu 2002 roku. Po raz pierwszy w 49-letniej historii tej linii modelowej, Cadillac podjął decyzję o niekonstruowaniu następcy. Miejsce w ofercie przejął coupé-kabriolet XLR.

### Silnik
- V8 4.6l L37
- V8 4.6l LD8
- V8 4.9l L26